# 阿寒バス
阿寒バス株式会社（あかんバス）は、北海道釧路市に本社を置くバス事業者。北海道東部の広範囲に路線バス網を持つほか、貸切バス、自動車整備業などを展開している。
拠点地域を同じくするくしろバスとは創立当初から深い関わりがあり、釧路近郊の主に東西方向へ広がる路線バス網を持つくしろバスに対して、釧路市街から郊外へと主に南北方向へ広がる路線網を持つ阿寒バスで分担している。市街地と釧路空港、阿寒地域を結ぶ郊外路線や、釧路管内、中標津・標津管内、羅臼管内の生活路線等を運行している。くしろバスと共同運行する路線もある。また、阿寒湖、摩周湖、屈斜路湖を巡る定期観光バスなども運行している。

## 沿革
- 1925年（大正14年）7月27日 - 舌辛に伊藤自動車部が設立され、舌辛―湖畔―北見相生間の旅客・貨物輸送を開業[1]。
- 1953年（昭和28年）12月25日 - 東邦交通（現・くしろバス）観光バス部門を分社化して設立[1]。
- 1966年（昭和41年）4月20日 - 釧路市内2路線の開設許可を取得[1]。
- 1970年（昭和45年）
  - 4月1日 - 東北海道貸切バス事業協同組合発足、加盟。
  - 4月16日 - 雄別鉄道廃止代替バスの雄別線の運行を開始[1]。
- 1976年（昭和51年）6月1日 - 東邦交通と市内路線定期券・回数券を共通化する[1]。
- 1980年（昭和55年）4月1日 - 旅行業に参入。
- 1989年（平成元年）4月30日 - 標津線廃止代替バス（標茶 - 根室標津）の運行を開始。
- 1992年（平成4年）
  - 7月11日 - スターライト釧路号の運行に参入。
  - 11月16日 - 本社を愛国に移転し、新社屋での営業を開始[1]。
- 1993年（平成5年）
  - 6月26日 - サンライズ旭川釧路号の運行を開始。
  - 12月23日 - 釧路〜北見間の臨時運行を開始。1995年（平成7年）より通年運行（現在の特急釧北号）。
- 2007年（平成19年）12月25日 - 釧路駅前複合ビル（くしろバスが所有、スーパーホテル釧路駅前禁煙館[2]）に駅前待合発券所を移転する[3]。
- 2009年（平成21年）
  - 6月1日 - 都市間バス専用の釧路MOOバスターミナル案内所を廃止、釧路駅前案内所に統合。
  - 6月23日 - 美幌駅前案内所を廃止。業務は美幌駅構内の観光案内所が引き継ぐ。
  - 10月1日 - 自動車運転免許を返納した70歳以上対象に割引定期券「グリーン定期70」をくしろバスと共同で導入[4]。
- 2018年（平成30年）
  - 4月3日 - バスロケーションシステムを導入。
  - 5月11日 - 電子マネー・WAONによる運賃決済サービスを同年秋頃に多区間運賃路線のリフレ線、高専まりも線、鶴野ニュータウン線の３路線に導入すると発表[5][6]。
  - 7月8日 - 阿寒バス釧路駅前案内所及び阿寒バス本社の各窓口にて電子マネー・WAONによる決済を導入[7]。
- 2019年（平成31年）
  - 1月29日 - 電子マネー・WAONによる運賃決済サービスの実証実験を鶴野ニュータウン線、高専まりも線で2月4日から実施すると発表される[8]。
  - 2月4日 - 電子マネー・WAONによる運賃決済サービスを鶴野ニュータウン線、高専まりも線で開始。高専・まりも線、鶴野ニュータウン線用にWAONカードリーダを搭載した車両
  - （令和元年）10月1日

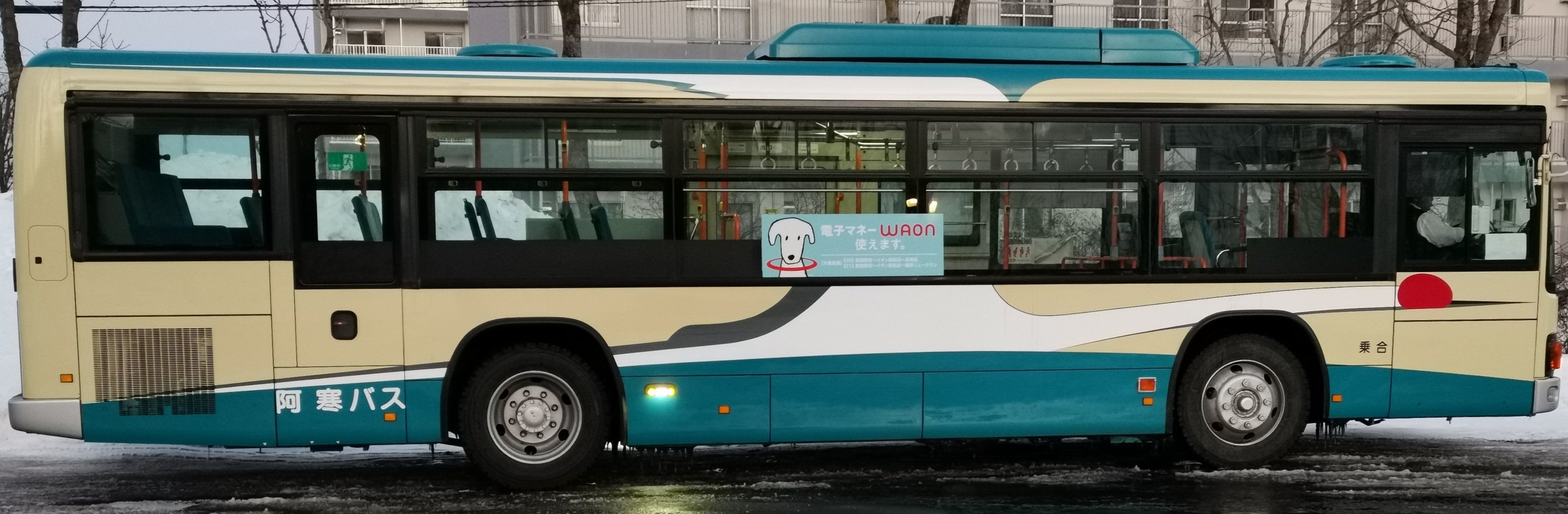
高専・まりも線、鶴野ニュータウン線用にWAONカードリーダを搭載した車両

    - 消費税が10%に増税されることを受けて運賃を平均1.827%値上げ[9][10]。
    - 地域公共交通の活性化及び再生に関する法律に基づいて釧路市が策定した釧路市地域公共交通再編実施計画に従って[11]、釧路駅と市内を結んでいた路線の内、イオンモール釧路昭和を経由している路線を再編し、釧路駅と昭和地区を結ぶ路線を昭和線に集約した[12]。
- 2022年（令和4年）
  - 4月1日 - 釧路標津線、釧路羅臼線、空港連絡バスを除く全路線でWAONによる運賃決済に対応[13]。

## 事業所

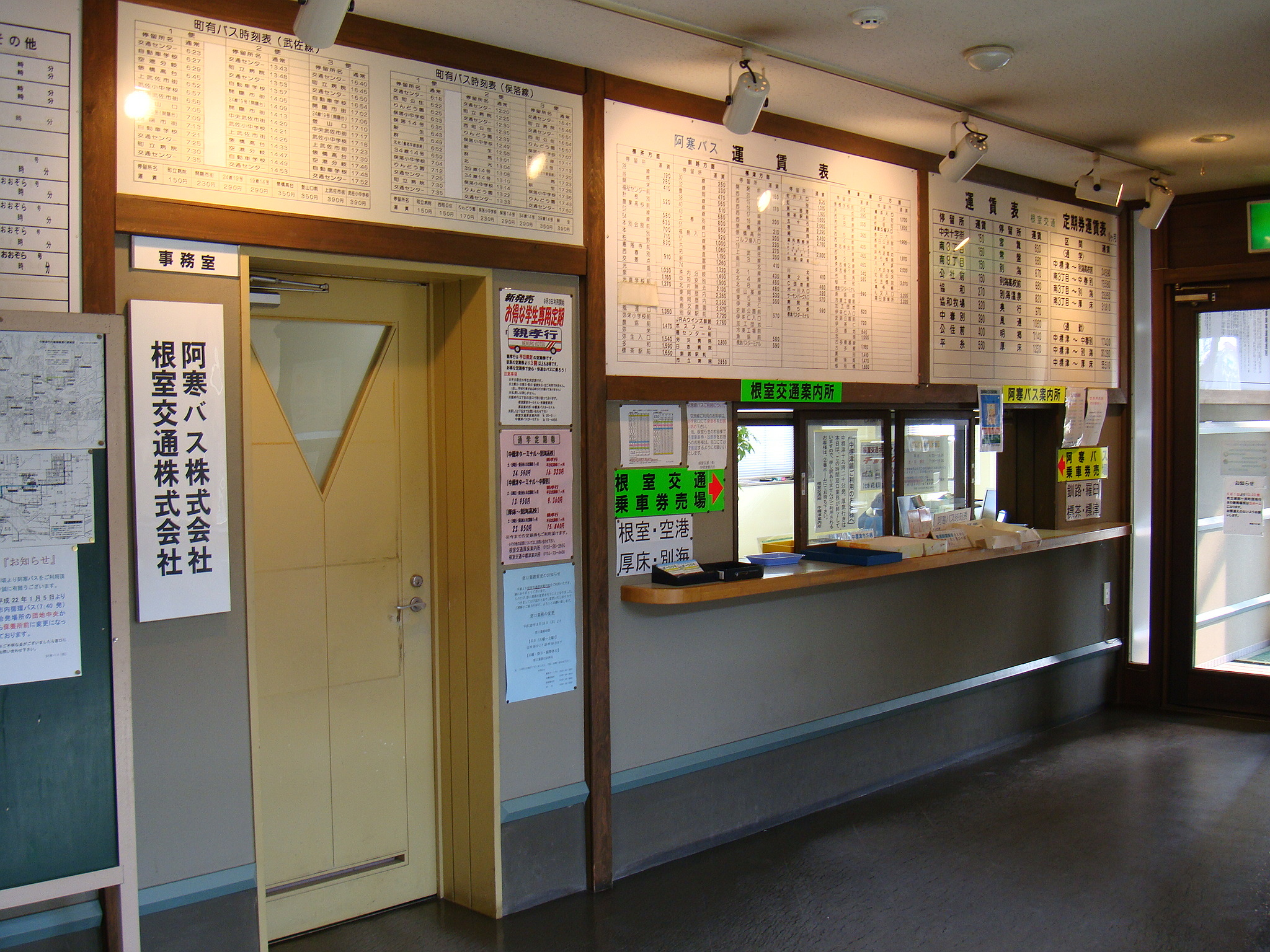
中標津営業所　根室交通と窓口は別だが事務所内は繋っており同じ係員が担当していた

本社、本社営業所、乗合事業部、貸切事業部、釧路整備工場
北海道釧路市愛国191-208
阿寒湖営業所
北海道釧路市阿寒町阿寒湖温泉3丁目4-5 阿寒湖バスセンター
中標津営業所
北海道標津郡中標津町東2条南3丁目1 中標津町交通センター
- 2023年8月までは根室交通中標津案内所を受託していた。

標津営業所
北海道標津郡標津町北3条西1丁目1-3
- 道路を挟んで向かい側の北3条西2丁目1-5に標津整備工場を設置。標津町より町営バスの運行・管理等を受託する。

羅臼営業所
北海道目梨郡羅臼町栄町100-78
- 羅臼町より町有バスの運行・管理等を受託する。

摩周営業所
北海道川上郡弟子屈町中央1丁目8-27
- 川湯温泉2丁目1-18に川湯営業所が設置されていたが、2014年（平成26年）4月2日より旧・弟子屈営業所敷地に移転の上で現名称に変更。

美幌営業所
北海道網走郡美幌町栄町4丁目8-5
- 隣接する栄町4丁目8-4に美幌整備工場を併設。美幌町より町営バスの運行・管理等を受託する。

恵庭営業所（貸切バス専門）
北海道恵庭市緑町2丁目10-6
釧路駅前案内所
北海道釧路市北大通14丁目1-2 釧路駅前複合ビル内・釧路駅前バスターミナル
釧路空港案内所
北海道釧路市鶴丘2 空港ビル内
標茶案内所
北海道川上郡標茶町富士1丁目1-1

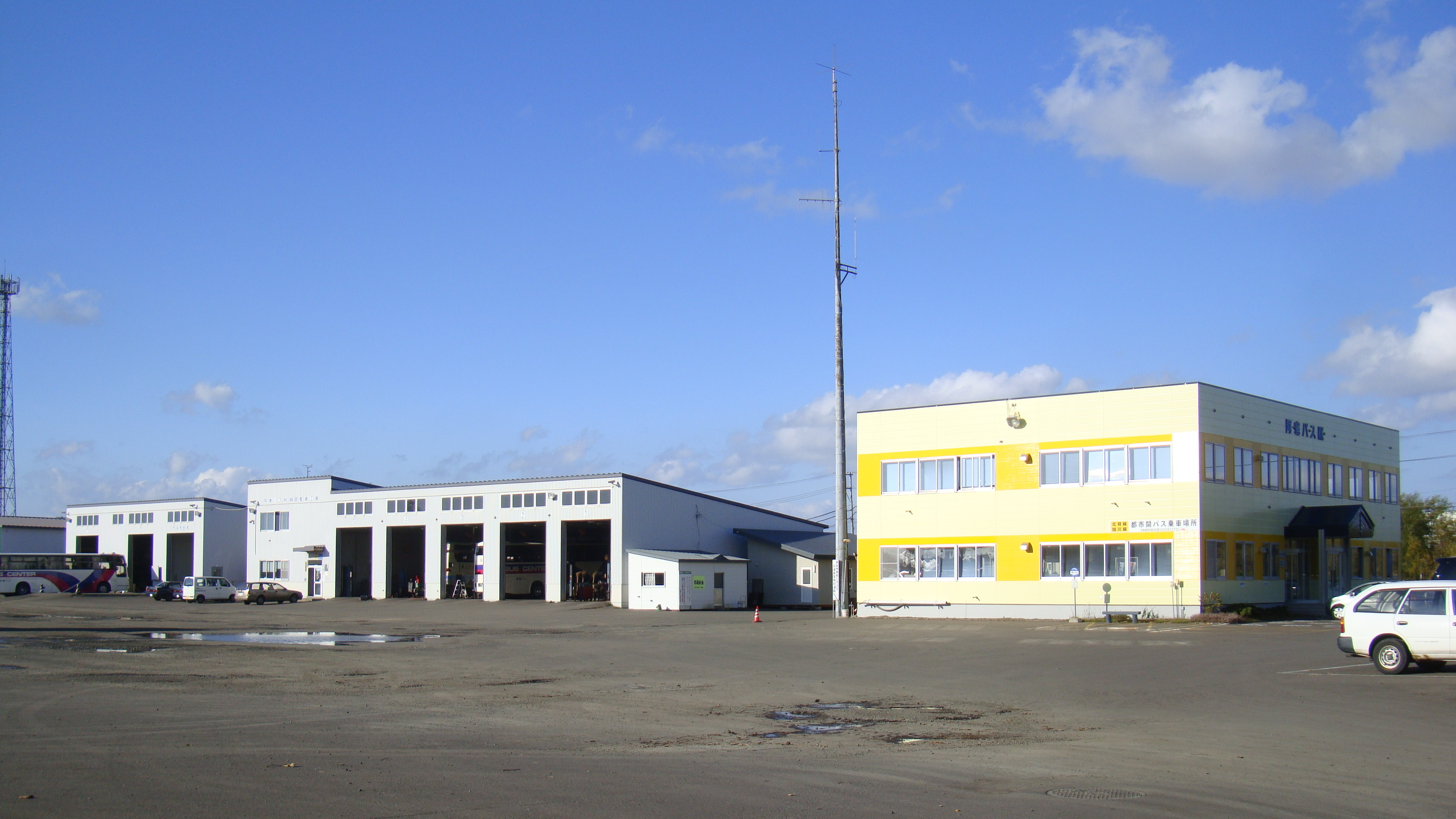
本社、整備工場
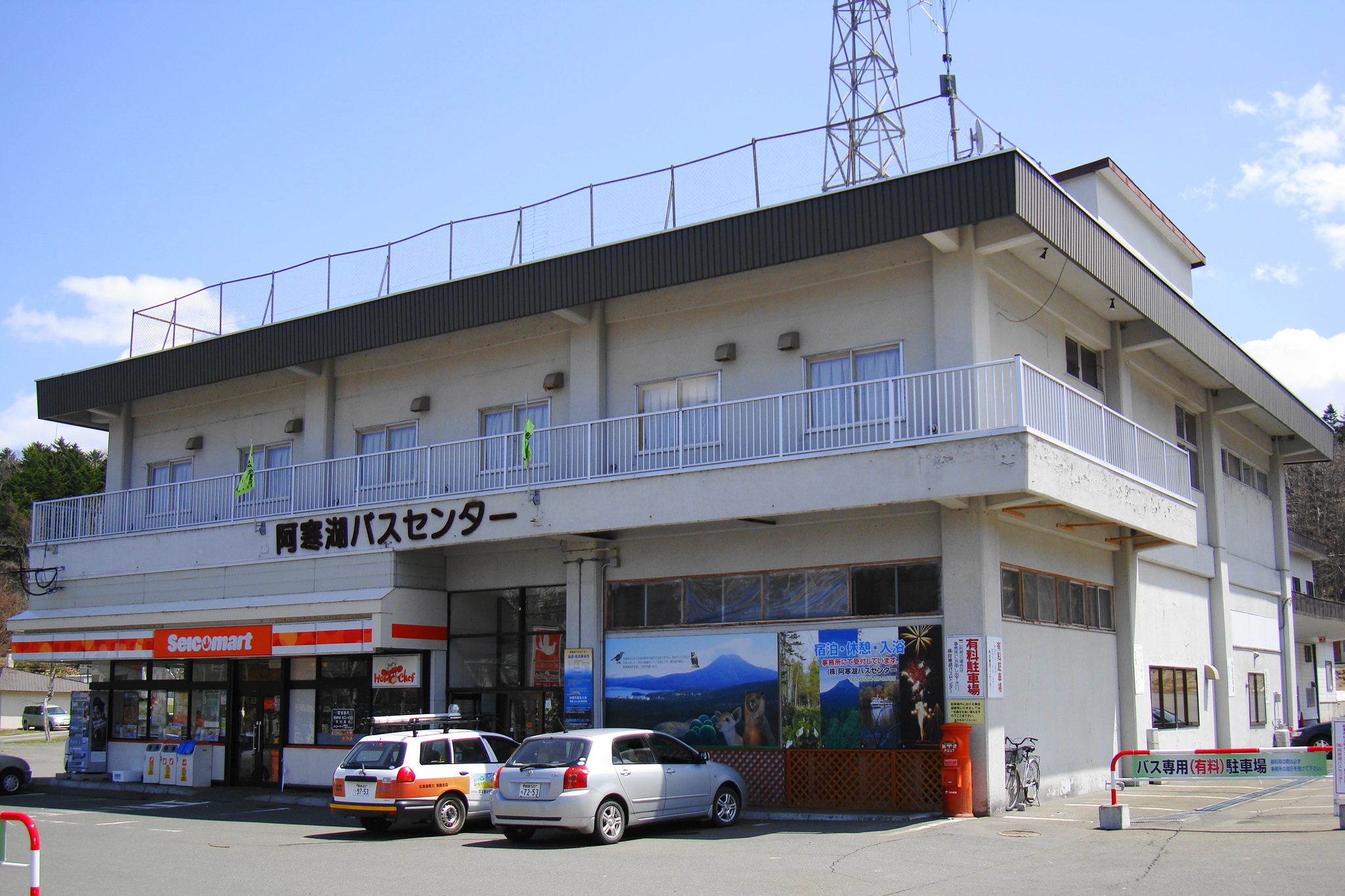
阿寒湖営業所（阿寒湖バスセンター）
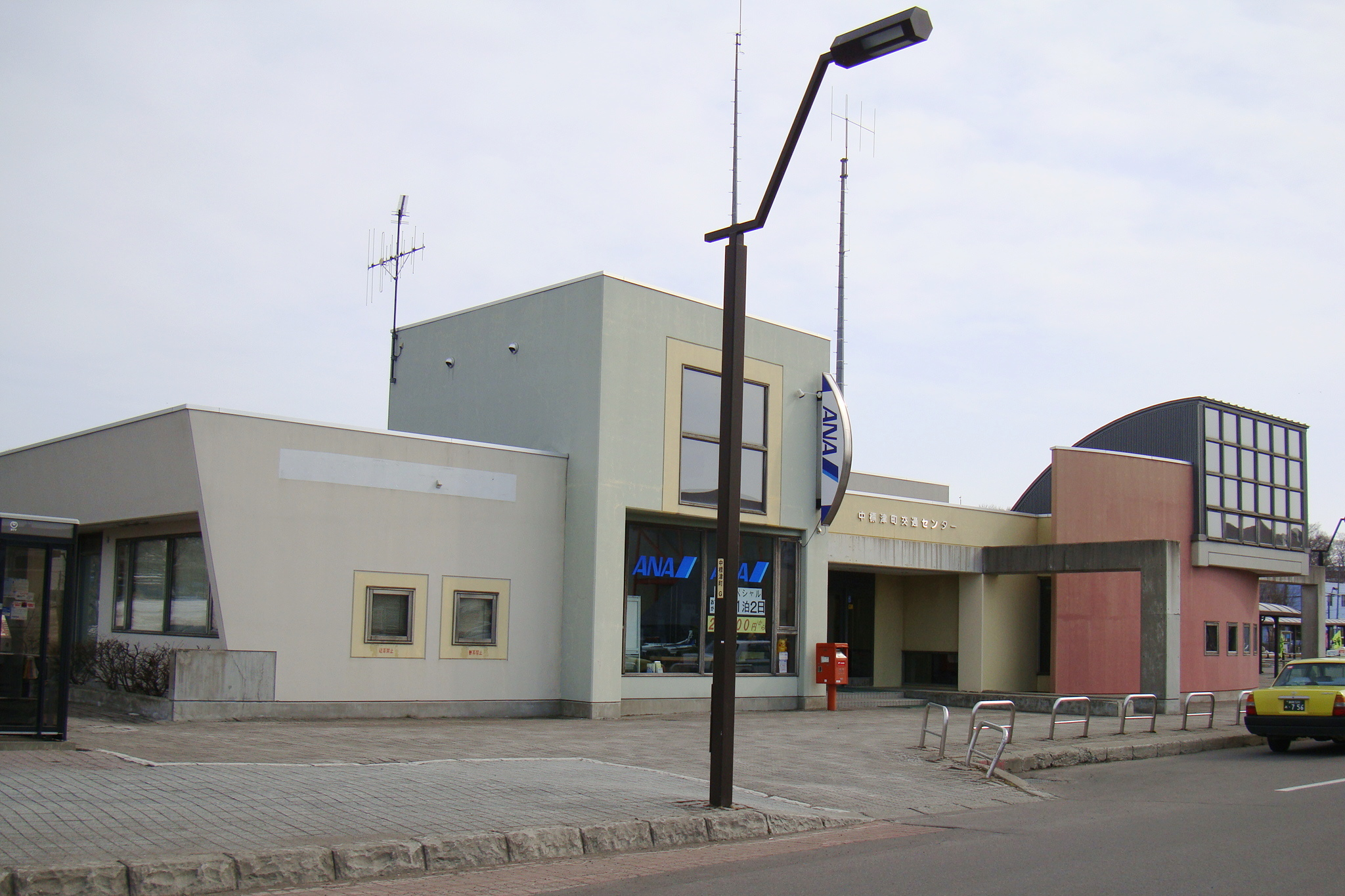
中標津営業所（中標津町交通センター）
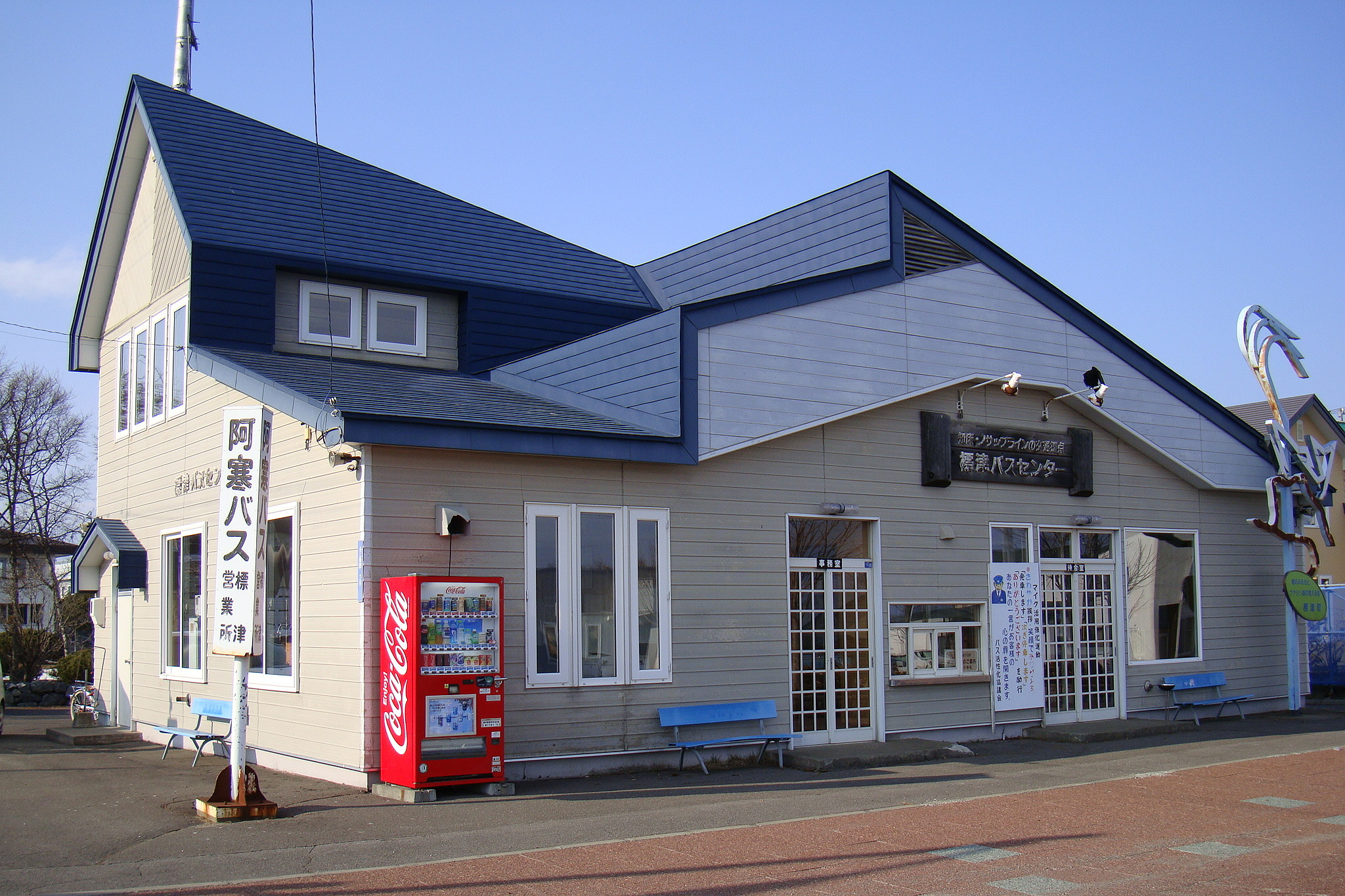
標津営業所
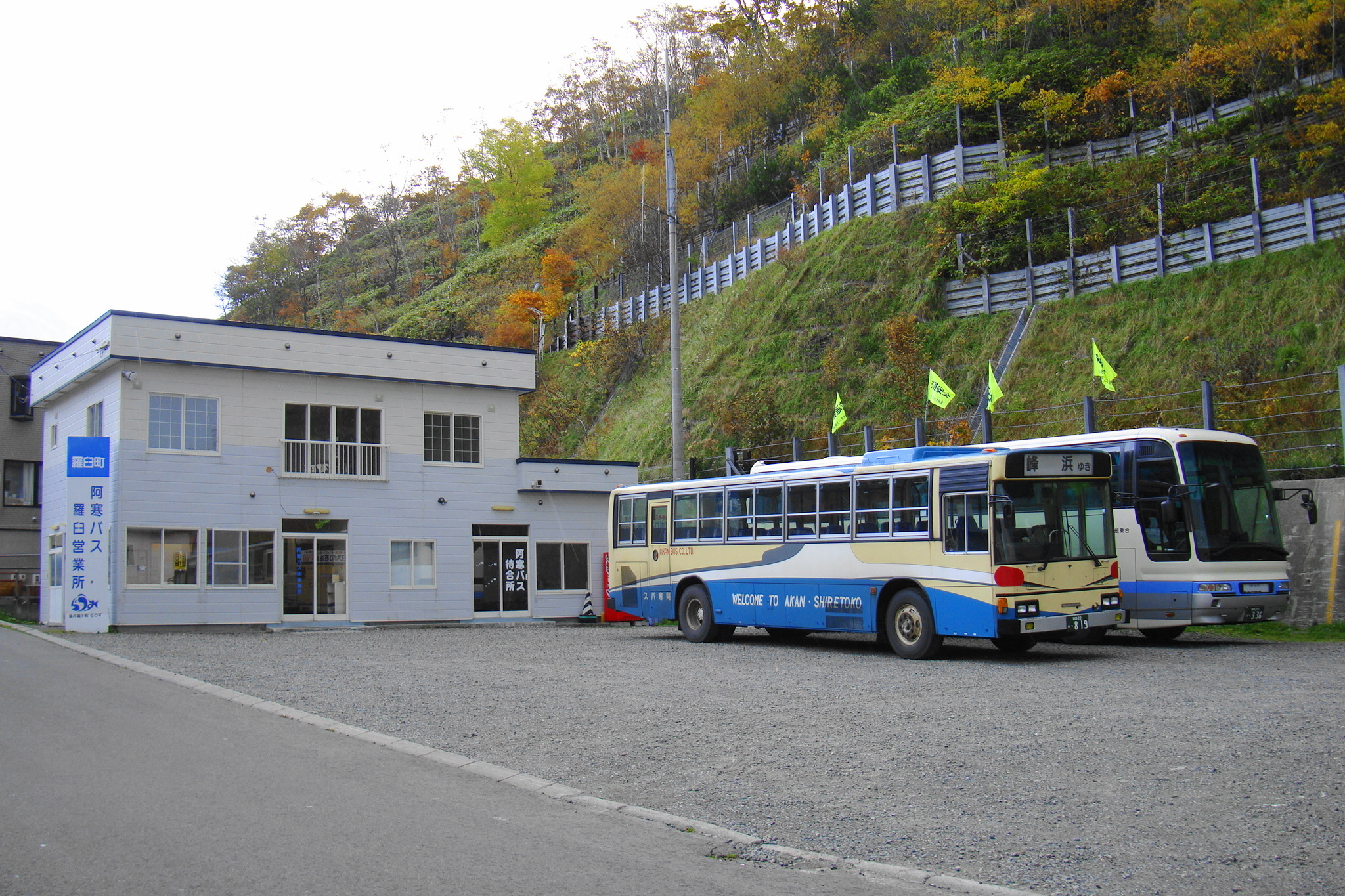
羅臼営業所
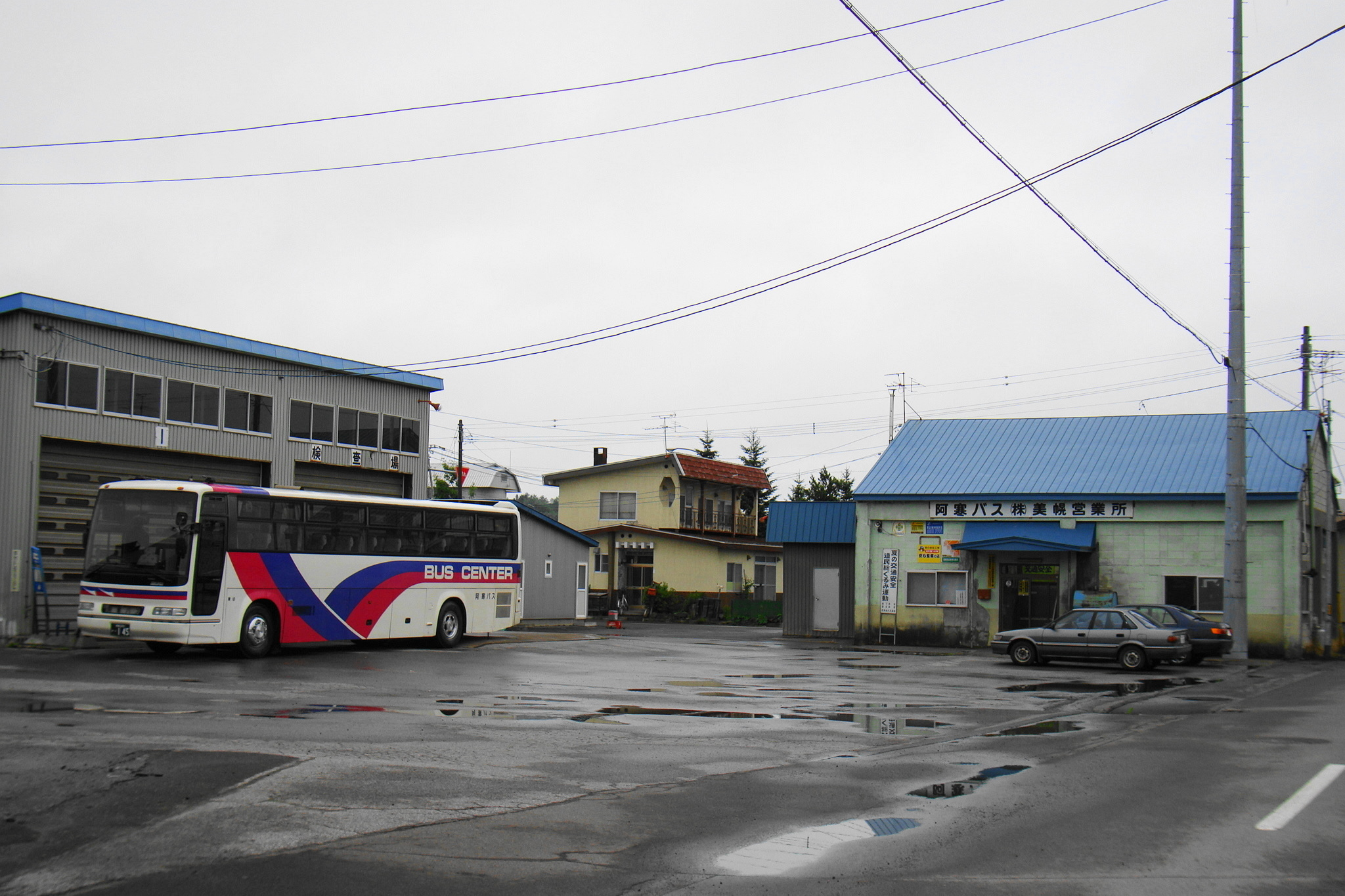
美幌営業所、整備工場
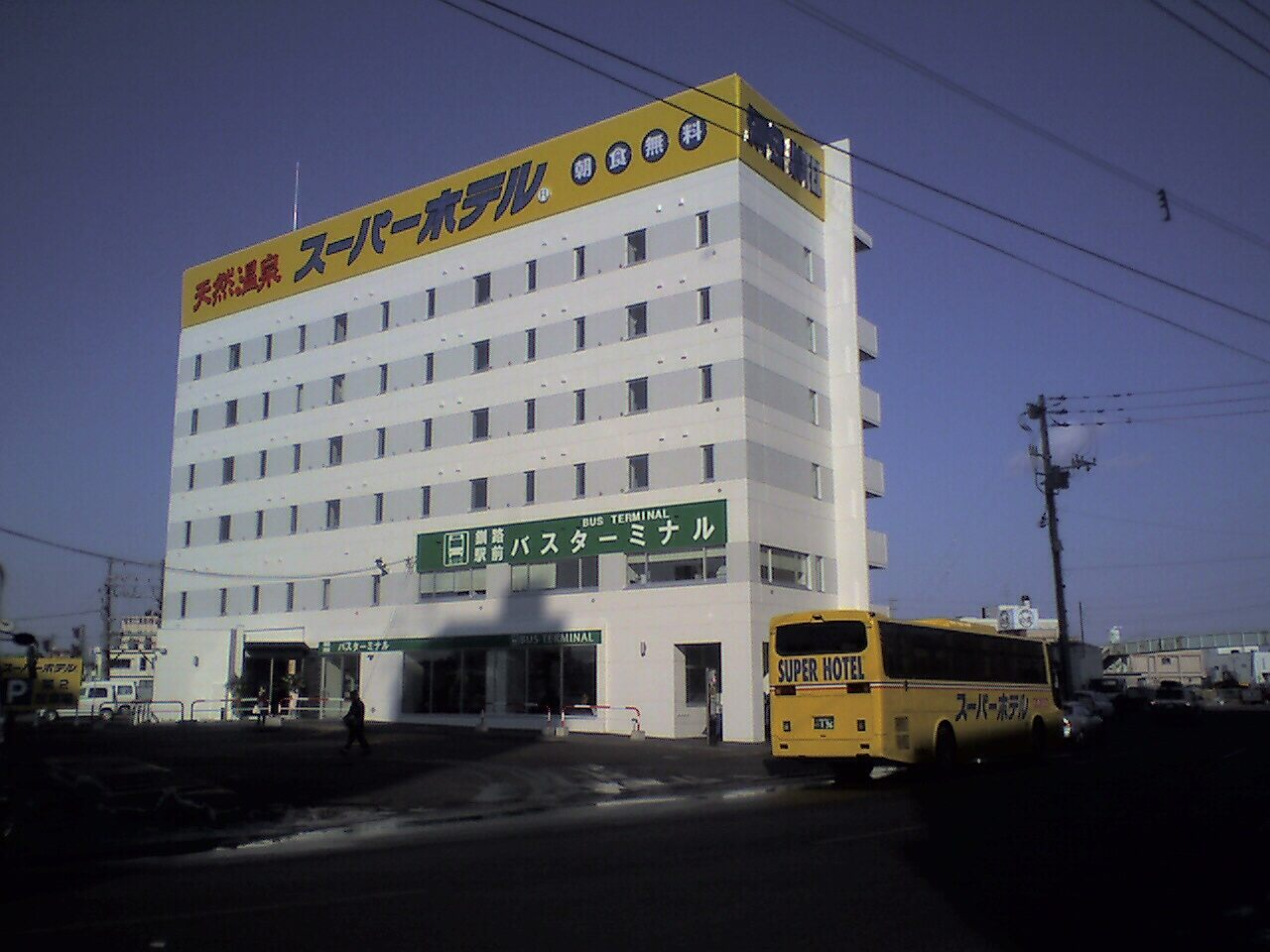
釧路駅前案内所（釧路駅前バスターミナル）
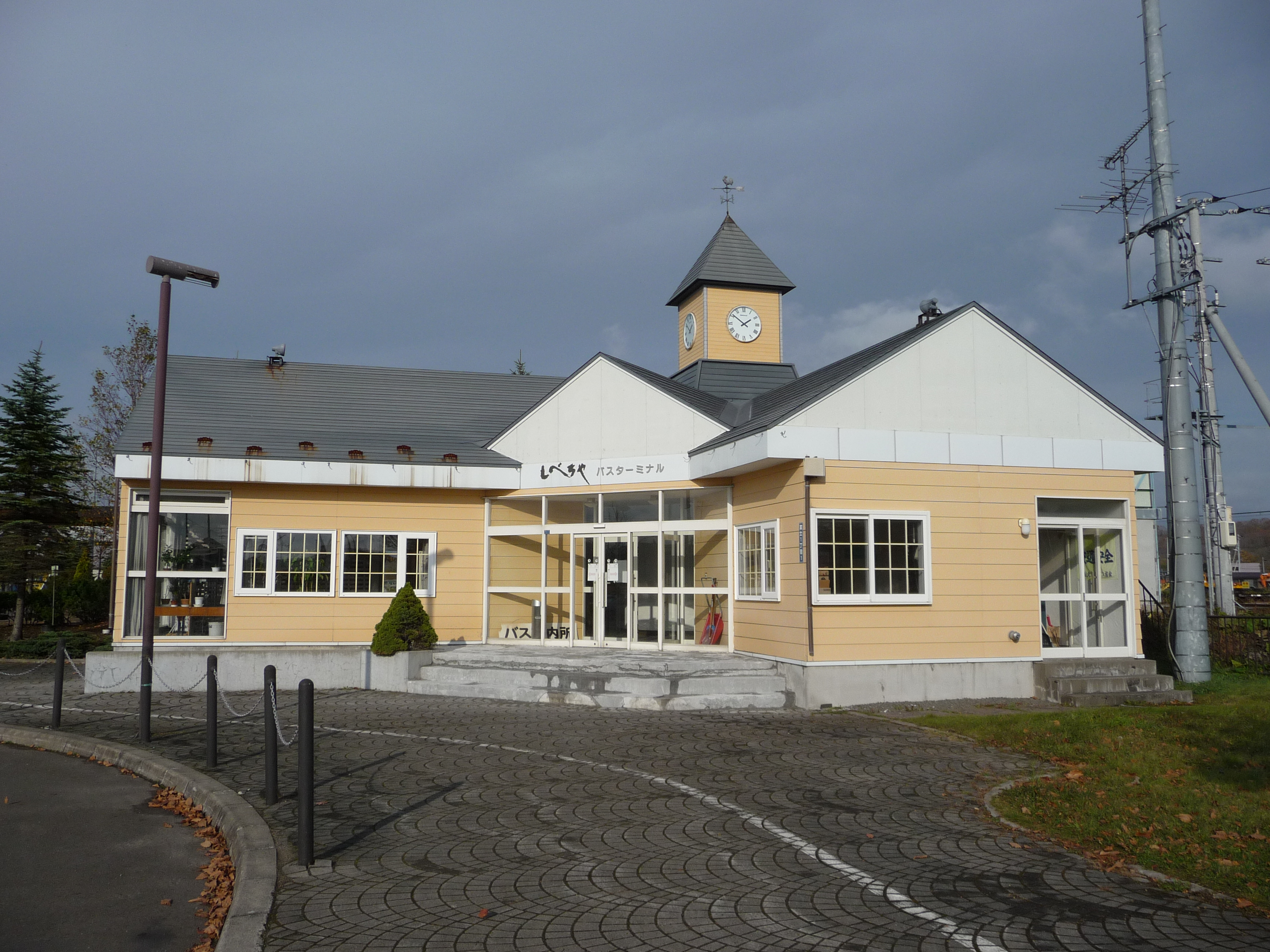
標茶案内所（標茶町バスターミナル）
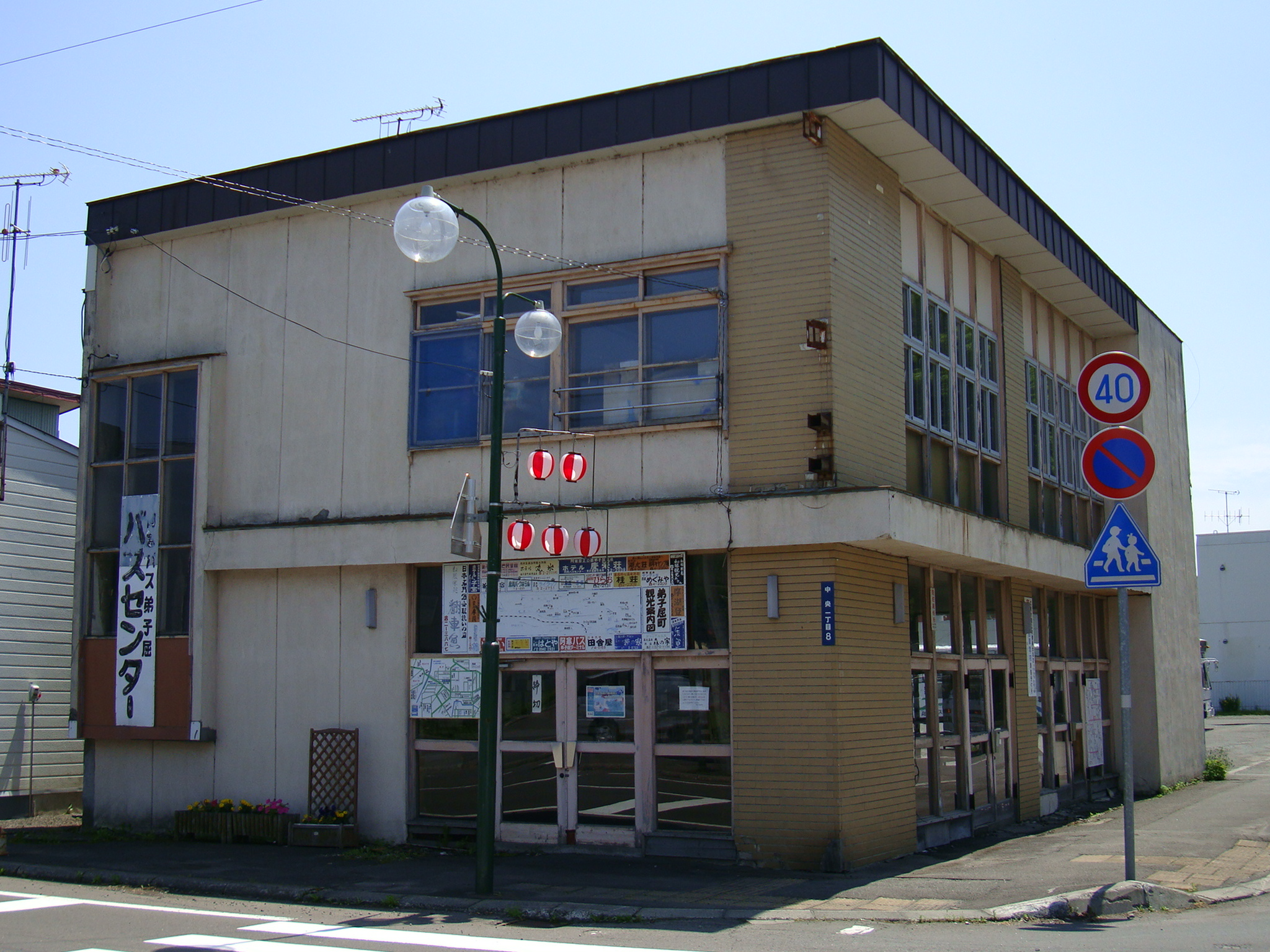
旧・弟子屈営業所（現・摩周営業所敷地）
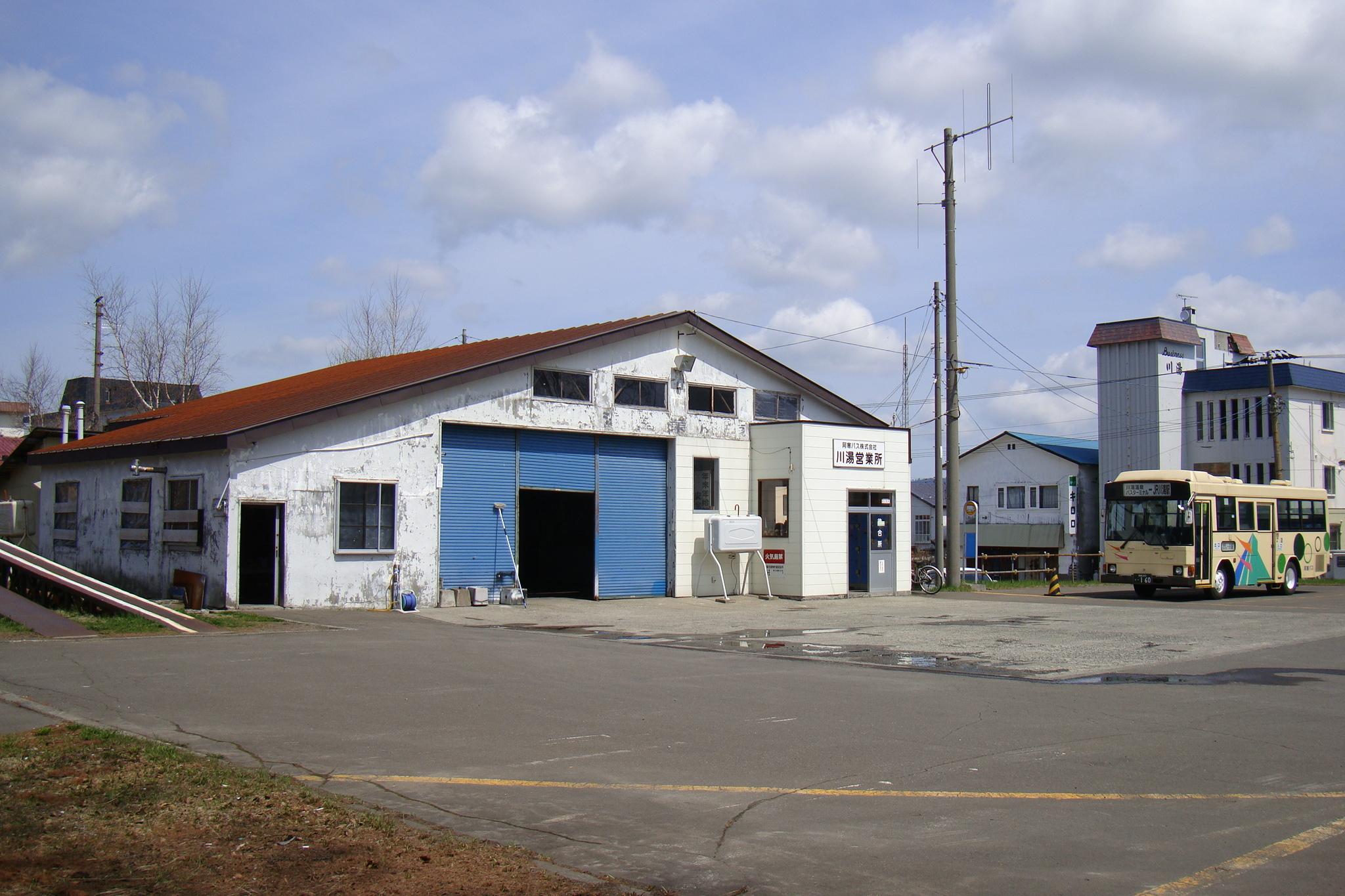
旧・川湯営業所
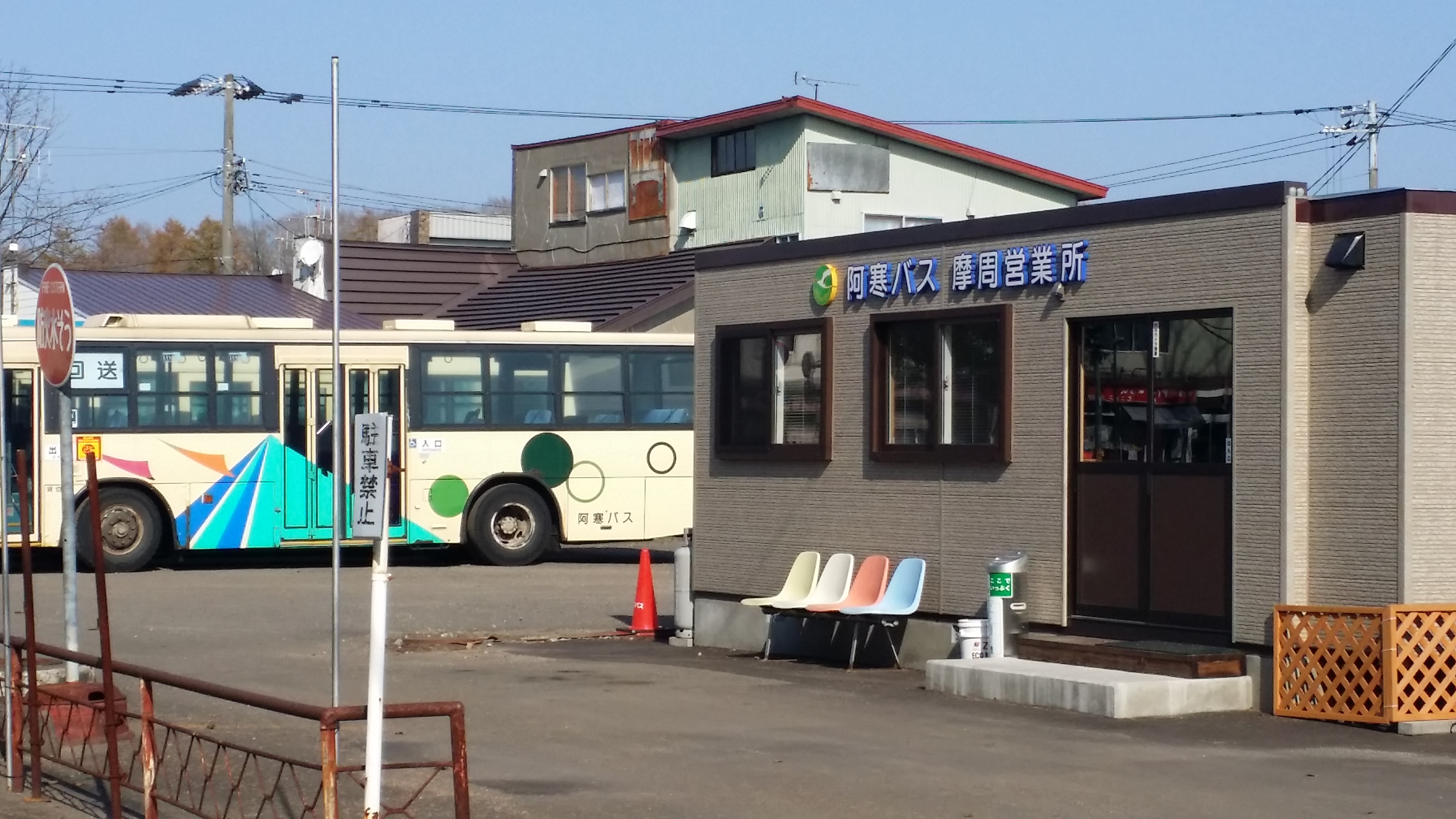
摩周営業所(バスターミナル併設)

## 路線バス
釧路空港連絡バス、釧路市内線、中標津市内線の一部においては、車体前面中央に系統番号を表記した板を取り付け、行先表示器が識別できない場合においても路線の識別を容易にしている。

### 都市間バス

#### スターライト釧路号
- 釧路・白糠・音別 - 札幌（北海道中央バス、くしろバスと共同運行）

1987年（昭和62年）8月6日に北海道中央バス単独で運行開始。1992年（平成4年）7月11日よりくしろバスとともに運行に参入する。詳細は当該項目を参照。

#### サンライズ号
- 釧路・阿寒湖 - 津別 - 北見 - 温根湯・層雲峡・上川・愛別・当麻・旭川（道北バス、北海道北見バスと共同運行）

2023年（令和5年）10月1日より、特急釧北号（釧路 - 北見）と特急石北号（北見 - 旭川）をサンライズ旭川釧路号（釧路 - 旭川）に統合する形で、釧路 - 北見 - 旭川の3社共同運行となった。クローズドドアシステムによる乗降制限は統合前のものがそのまま継承されており、例えば留辺蘂 - 釧路間のみの乗車はできない。
サンライズ旭川・釧路号（道北バスと共同運行）は、1993年（平成5年）6月26日運行開始。1998年（平成10年）4月1日より当麻、愛別、津別、阿寒町などの途中停留所を増設。2006年（平成18年）4月1日より釧路側の基点を阿寒バス本社へ、同年9月1日より旭川側の基点を道北バス本社へ延長しパークアンドライドを開始。同日より運行管理委託を開始し、北見市相内の途中休憩地点を境に阿寒バスが釧路側、道北バスが旭川側を乗務した。
特急釧北号（北海道北見バスと共同運行）は、1993年（平成5年）12月23日に臨時バスとして運行開始。以降、年末年始、春休み・ゴールデンウィーク、夏休みの期間限定で運行され、1995年（平成7年）より通年運行となった。臨時バス以来2往復の運行で、途中津別や阿寒町の停留所増設や阿寒バス本社へ延長しパークアンドライドの開始、釧路市内の降車専用停留所が一部変更された以外、運行時間の大きな変更も行われていなかった。
特急石北号（北海道北見バスと道北バスが運行）は、1987年（昭和62年）9月に北見バス（当時）と共同で路線開設を申請。10月に認可となり11月2日より両社1往復ずつの2往復で運行を開始。運賃の安さや45人乗りの専用車両投入が奏効し好調な滑り出しを見せた。これに対し北海道旅客鉄道（JR北海道）では1988年（昭和63年）3月19日より、それまで繁忙期に運行していた急行「大雪82・83号」を急行券が不要な特別快速に変更し、付帯サービスを都市間バスに近づけた専用車両を用いた「きたみ」の運行を開始。特急「オホーツク」と大差ない所要時間で運行され、こちらも好調なスタートを見せた。特急石北号では同年5月1日より4枚綴りの回数乗車券を発行。同年11月22日より4往復に増やし、旭川でJR北海道の特急列車や「高速あさひかわ号」に乗り換えて札幌 - 北見間も安価に行ける点などをアピールし対抗した。当初の途中停留所は留辺蘂・温根湯・層雲峡のみであったが、4往復増回時に北見市内の東相内と相内、旭川市内の永山2条19丁目を増設。後に上川ポンモシリ、愛別橋、当麻20丁目も増設されていた。

### 釧路空港連絡バス
- 釧路市内 - 釧路空港

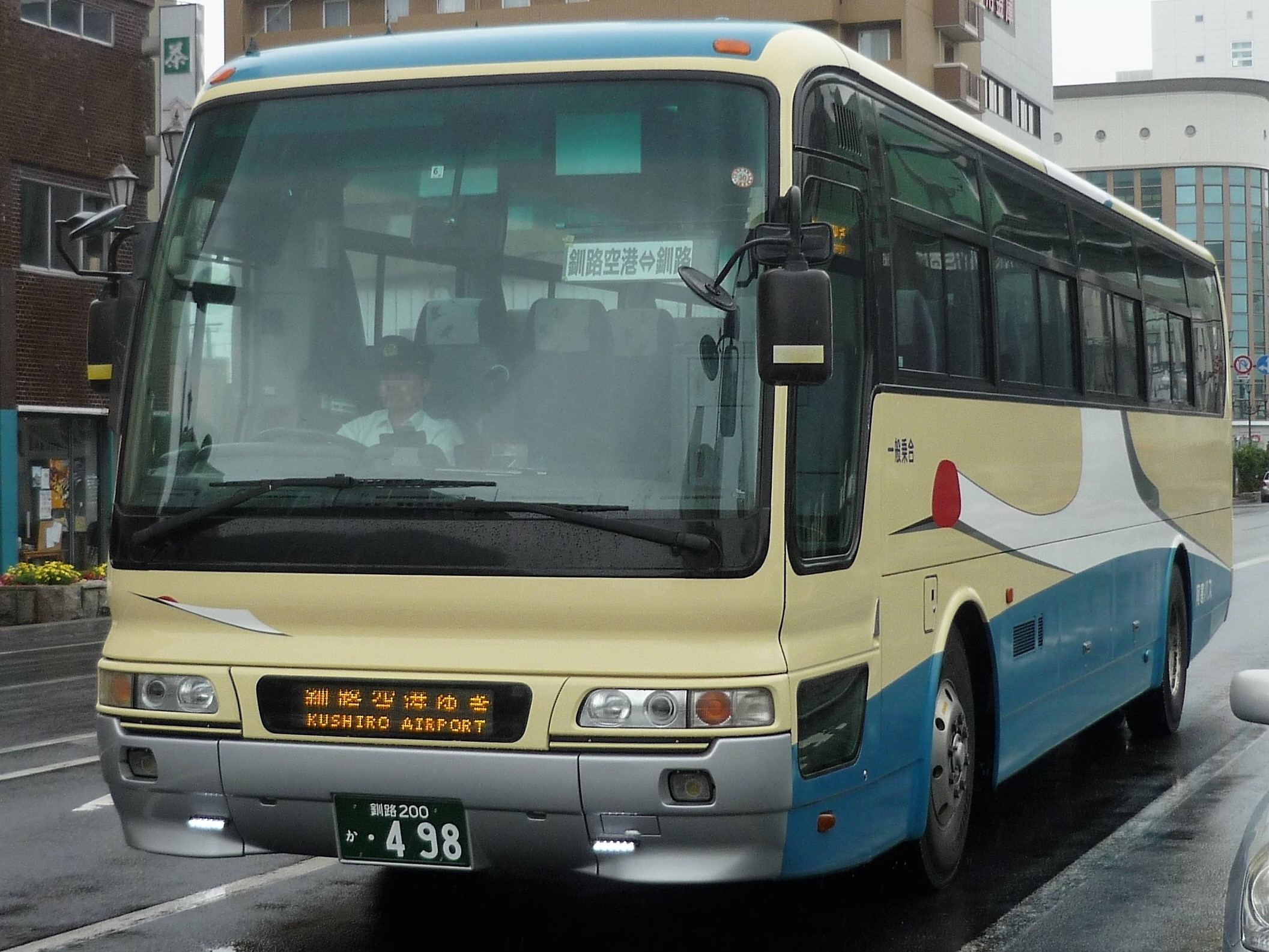
釧路市内・空港連絡バス

  - 釧路MOOバスターミナル - 釧路駅前 - 大楽毛駅 - 釧路空港

航空便に接続運行。
- 釧路空港 - 阿寒湖温泉（阿寒エアポートライナー）
  - 釧路空港 - 丹頂の里 - 阿寒湖温泉主要ホテル - 阿寒湖バスセンター

阿寒湖シャトルバスとして運行されていたが運休。2017年（平成29年）7月1日より阿寒エアポートライナーとして再開された。
事前購入した乗車券（バスターミナル等での購入も含む）を利用した場合、途中の 丹頂の里 で再乗車することができる。（一般路線バス 30 阿寒線 含む）

### 釧路市内線
- 23 イオン鶴野線
  - イオン昭和店 - 商業高校 - 西通 - 運輸支局 - 鳥取分岐 - 鳥取北10 - 鶴野小学校 - 鶴野ニュータウン入口

2019年（令和元年）10月1日より運行開始。21 鶴野ニュータウン線を廃止し、起終点をイオン昭和からと短縮した路線。朝と夕方に上下1本ずつ設定されている。
- 33 イオン高専線
  - イオン昭和店 - 商業高校 - 西通 - 運輸支局 - 鳥取分岐 - 星が浦SC - 新大楽毛駅 - 大楽毛南入口 - 高専前

2019年10月1日より運行開始。39 高専・まりも線を廃止し、代替路線として設置された。新大楽毛駅から国道38号線を離れて根室本線を跨いで海側の住宅地へ進み、乗客の利便性を向上させた。2往復/日の本数が設定されている。
- 38 大楽毛線
  - 釧路駅 - 鳥取大通2丁目 - 鳥取神社 - 運輸支局 - 鳥取分岐 - 星が浦SC - 大楽毛駅 - 高専前

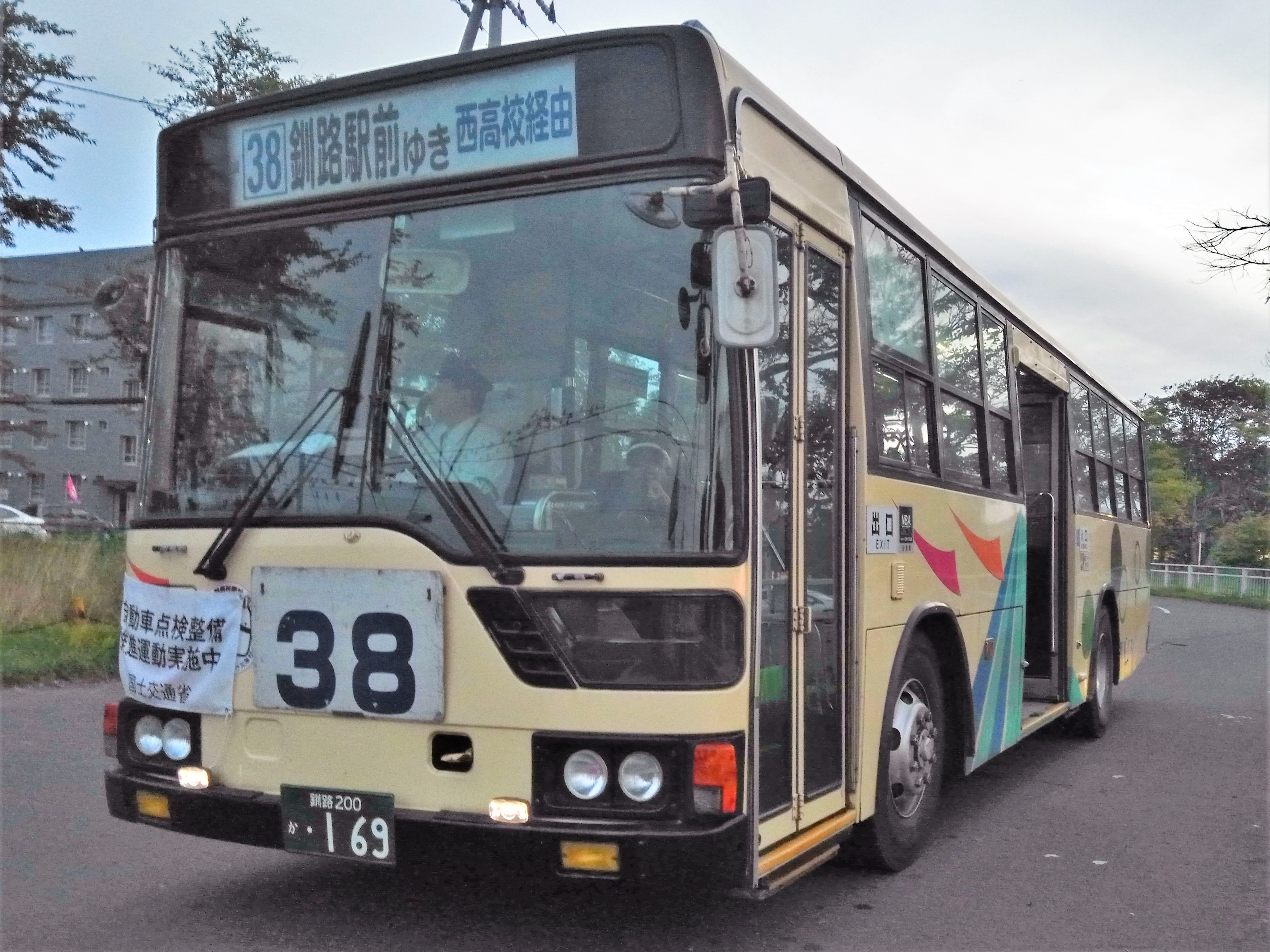
大楽毛線、運転免許試験場・西高校経由の車

一部の便は運転免許試験場を経由する。くしろバスが運行する便は運転免許試験場を経由せず、かつてはまりも団地まで運行していた。
- 66 昭和線
  - 釧路駅 - 鳥取大通2丁目 - 不二橋詰 - 昭和小学校 - 昭和団地 - 昭和 - 釧路北病院
  - 釧路駅 - 鳥取大通2丁目 - 不二橋詰 - 北橋通 - 雄鉄線通り - 商業高校 - 釧路北病院 (商業高校線)

くしろバスと経路を分担して運行している。ただし、阿寒バスは15時台以降の釧路駅前行きをイオン昭和店・商業高校経由で運行。さらに商業高校線は朝の通学時のみ運行。2019年10月1日のダイヤ改正時に新設された23 イオン鶴野線、33 イオン高専線、73/83 イオンリフレ線の乗り換え対象路線に指定され、10時から15時台の便に乗り換える時には乗換割引が適用される。下車時に乗り継ぐことを乗務員に申告することで乗継割引券が発券される。

### 釧路郊外線
- 20 鶴居線
  - 市立病院 - 釧路駅前 - 鳥取神社前 - 鳥取分岐 - 鳥取北10 - 鶴野ニュータウン入口 - 上鶴野 - 北斗橋 - 湿原展望台 - 温根内ビジターセンター - 夢の杜団地 - 下幌呂 - 鶴居 - グリーンパークつるい（旧・つるい保養センター）

日に5〜6往復運行。
鶴居村営軌道線廃止区間。上鶴野からグリーンパークつるいまではフリー乗降区間になっている。
- 30 阿寒線
  - 釧路駅前 - 鳥取神社前 - 鳥取分岐 - 大楽毛駅前 - 高専前 - 釧路空港 - 鶴公園 - 阿寒高校前 - 阿寒町 -  丹頂の里 - 中徹別 - 滝口 - 阿寒湖バスセンター

日に3往復、繁忙期（7月〜10月）は4往復運行。
上りの一部便は、阿寒湖温泉街（各ホテル）を経由する。
- 阿寒本町線（70 鶴野・リフレ・動物園経由/80 大楽毛経由）
  - 市立病院 - 工業高校 - 北陽高校 - 釧路駅前 - 鳥取分岐 - 鶴野 - 山花温泉リフレ - 動物園 - 桜田 - 阿寒高校前 - 阿寒町 - 阿寒診療所 （70）
  - 市立病院 - 工業高校 - 北陽高校 - 釧路駅前 - 鳥取分岐 - 星が浦SC - 大楽毛駅 - 高専前 - 鶴公園 -  阿寒高校前 - 阿寒町 - 阿寒診療所 （80）

雄別鉄道の廃止代替バスに相当する。1970年4月16日の雄鉄バスの事業廃止により路線譲渡を受けて運行を開始、布伏内線として上舌辛・知茶布・布伏内（真澄町）まで運行されていた。
2009年（平成21年）9月1日から同年12月31日まで阿寒町以遠の運行を休止し、乗合タクシーに接続させる実証実験が行われた。実験結果が良好であったことから当初の予定を早め、2010年（平成22年）11月30日の運行をもって阿寒町以遠が廃止され、阿寒町 - 阿寒病院（現：阿寒診療所）間を延伸の上で乗合タクシー接続先を阿寒病院に変更している。乗合タクシーは阿寒観光ハイヤーが運行している。
- イオンリフレ線（73 鶴野経由/83 大楽毛・釧路空港経由）
  - イオン昭和店 - 商業高校 - 西通 - 運輸支局 - 鳥取分岐 - 鳥取北10 - 鶴野小学校 - 鶴野ニュータウン入口 - 上鶴野 - 北斗 - 山花 - 動物園 - 山花温泉リフレ (73)
  - イオン昭和店 - 商業高校 - 西通 - 運輸支局 - 鳥取分岐 - 星が浦SC - 大楽毛駅 - 高専前 - 釧路空港 - 動物園 - 山花温泉リフレ （83）

2019年10月1日より運行開始。リフレ線（77/88）の起終点をイオン昭和からと短縮した路線。83は日に2往復が設定されているが、73は上り便が1本のみ設定されている。
- 77 リフレ線（鶴野経由）
  - 釧路駅前 - 鳥取神社前 - 雄鉄線通 - 商業高校 - イオン昭和店 - 西通 - 運輸支局 - 鳥取分岐 - 鳥取北10 - 鶴野ニュータウン入口 - 上鶴野 - 動物園 - 山花温泉リフレ

午前中に下り1便のみ運行。
- 鶴居スクール
  - グリーンパークつるい - 鶴居 - 下幌呂 - 夢の杜団地 - 温根内ビジターセンター - 湿原展望台 - 北斗橋 - 中鶴野 - 鳥取分岐 - 鶴見橋 - 市立病院

学生の通学目的に設定されている路線で、起終点を同じくする鶴居線とは釧路市街区間で経路が異なる。
- 仁々志別線：釧路市（旧・阿寒町）と阿寒バスより阿寒観光ハイヤーが受託運行
  - 阿寒町（行政センター） - 山花温泉 - 48線

1971年（昭和46年）から2007年（平成19年）度まで釧路市直営で運行されていたが、2008年（平成20年）度より阿寒バスが運行補助を受けて運行していた。阿寒バス運行時代にも運行内容は市直営と全く同じ内容であり、運賃も著しく低く採算が悪かったため、2011年（平成23年）7月から阿寒観光ハイヤーに運行を移管した。
- 釧路羅臼線・釧路標津線
  - 市立病院 - 釧路三慈会病院 - 釧路駅前 - 日赤病院前 - 労災病院前 - 癌センター前 - イオン釧路店 - 場外馬券所前 - 別保駅 - 東阿歴内 - 中知安別 - 共春 - 上春別 - 豊岡 - 中標津 - 俵橋通 - 茶志骨会館 - 標津営業所 - 伊茶仁 - 崎無意 - 植別橋 - 春日大川 - 八木浜 - 羅臼高校前 - 羅臼本町 - 羅臼営業所

一部の便は東阿歴内または中知安別で標茶町有バス、共春または上春別で別海町地域生活バスと接続する。標茶駅・虹別・計根別経由便も設定されていたが、現在は廃止されている。以前は釧路駅から癌センターの間で乗降制限がかかっていた。2022年（令和4年）2月1日より釧路三慈会病院を経由するようになった。

### 中標津・標津管内
77系統・80系統は10系統の区間便に相当する。
- 10 標津標茶線（JR北海道標津線廃止代替）
  - 標茶駅 - 標茶高校 - 多和 - 泉川 - 光進 - 西春別 - 農高前 - 計根別 - 開栄 - 当幌 - 中標津高校前 - 中標津 - 俵橋通 - 上武佐 - 川北 - サーモンパーク入口 - 標津高校前 - 標津

2010年（平成22年）10月1日、標茶市街地、中標津市街地、標津市街地の経路を変更。
- 77 計根別標津線
  - 農高前 - 計根別 - 開栄 - 当幌 - 中標津高校前 - 中標津 - 俵橋通 - 上武佐 - 川北 - サーモンパーク入口 - 標津高校前 - 標津

- 80 西春別標津線
  - 西春別 - 農高前 - 計根別 - 開栄 - 当幌 - 中標津高校前 - 中標津 - 俵橋通 - 上武佐 - 川北 - サーモンパーク入口 - 標津高校前 - 標津

- 中標津市内線
  - 保養所前 - 中標津町役場 - 西町団地 - 西児童館 - 泉団地 - 中標津小学校  - 中標津高校前 - 町立病院前 - 東武サウスヒルズ前 - 中標津高校前 - 中標津バスターミナル - 東児童館 - 白樺団地 - 雪印工場前 - 保養所前

- 標津線
  - 中標津役場 - 中標津 - 俵橋通 - 茶志骨 - 市街角 - 標津

- 尾岱沼線
  - 標津営業所 - 市街角 - 野付分岐 - (→ トドワラ → 野付分岐） - 岬町 - 尾岱沼 - 春別 - 春別中央 - 白鳥台

- 中標津別海線
  - 中標津バスターミナル - 中標津高校前 - 町立病院前 - 東武サウスヒルズ前 - 中春別 - 別海町立病院前 - 別海町役場前 - 別海高校前

2023年（令和5年）10月1日、運行開始。根室交通の中標津線を引き継いだもの。ただし、別海高校から先、厚床駅までは運行しない。

### 羅臼管内
- 知円別線・知円別延長線（相泊線）

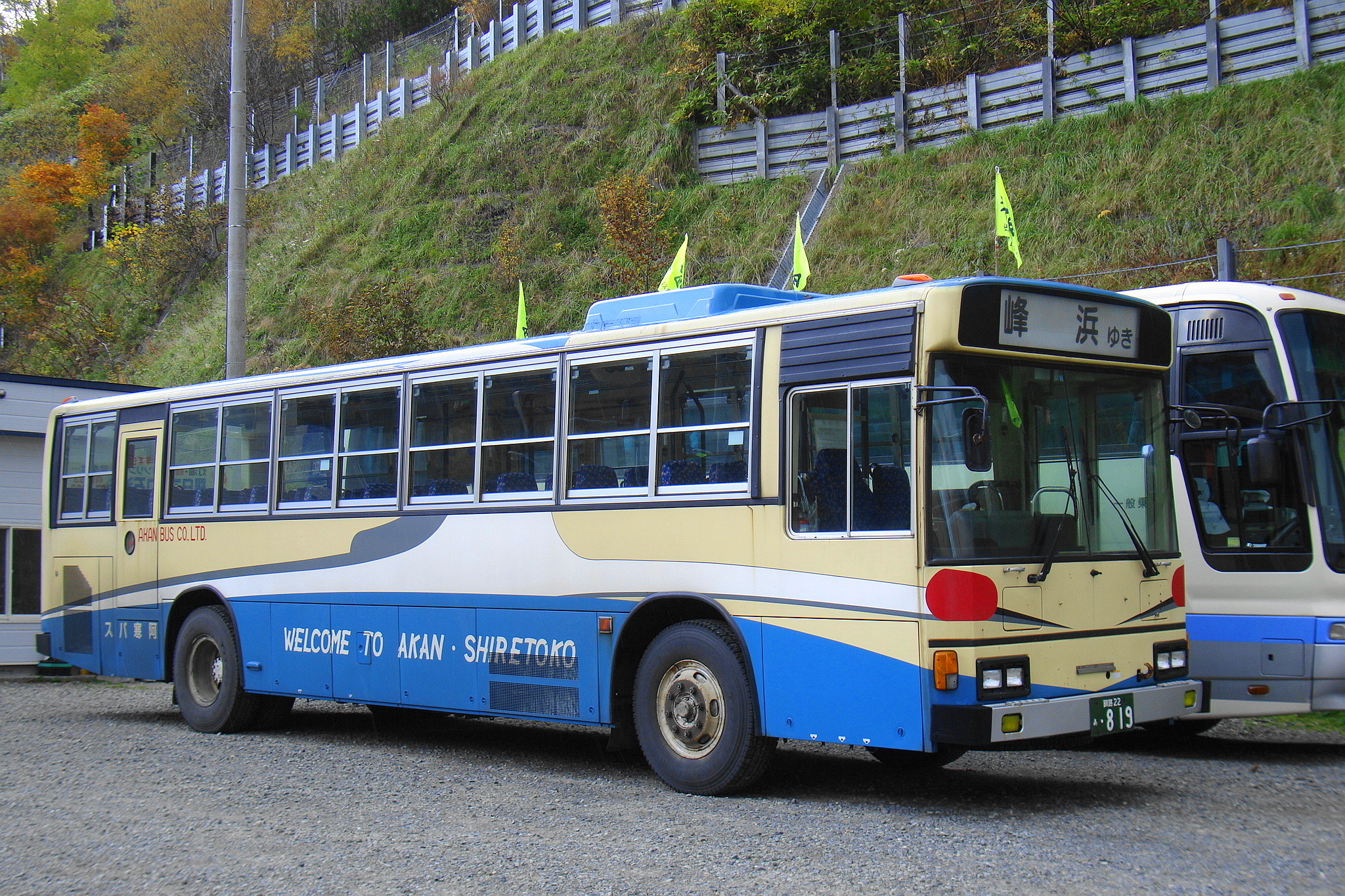
阿寒バス一般路線車両で運行される羅臼町有バス路線

  - 羅臼 - 羅臼本町 - 洞窟（ひかりごけ）前 - チトライ - 海岸町 - 天狗岩 - 岬町 - 岩見橋詰（ - 瀬石温泉 - 相泊：夏季運行）

- 春日線
  - 羅臼 - 羅臼本町 - 羅臼高校前 - 八木浜 - 春日大川 - 峰浜 - 植別橋

- 湯ノ沢延長線（羅臼温泉線）：夏季運行
  - 羅臼 - 羅臼温泉（湯ノ沢）

上記3路線は羅臼町より運行を受託し「羅臼町有バス 町内循環バス」として運行される路線。阿寒バスの車両を使用して運行され、運賃は100円均一となる。阿寒バスが自主運行する釧羅線に春日線と同区間で乗車する場合は取扱が異なる。
- 羅臼・ウトロ線
  - 羅臼 - 羅臼温泉 - 羅臼湖入口 - 知床峠 - 知床自然センター - 幌別 - ウトロ（斜里バスと相互乗り入れ、夏季運行）

### 弟子屈管内
- 川湯線（川湯駅定期）
  - 川湯駅前 - 小学校前 - 役場支所前 - 大鵬相撲記念館前（川湯温泉）

- 美留和線
  - 摩周営業所（摩周温泉） - 摩周駅前 - 厚生病院前 - 高校前 - 摩周大通 - 摩周文化センター - 美留和 - 川湯駅前 - 小学校前 - 役場支所前 - 大鵬相撲記念館前

2013年（平成25年）3月31日まで、弟子屈市街地は高校前 - 摩周温泉 - 摩周大通の経路で運行されていたが、同年4月1日より摩周駅前、病院前経由に変更。
- 弟子屈市内線
  - 倖和園 - 鐺別温泉 - 高校前 - 見晴台団地 - プール前 - 摩周営業所 - 摩周駅前 - （厚生病院前→泉4丁目→泉ケ丘団地→厚生病院前）
- 屈斜路線
  - 摩周営業所 - 美羅尾スキー場 - 札友内 - 登音頭 - （和琴入口→屈斜路プリンスホテル→和琴半島→和琴入口）

- 摩周湖線
  - 摩周駅 - 摩周営業所 - 摩周入口 - 摩周湖第1展望台（摩周湖バス運行期間を除く夏季運行）

- 摩周線（旧・摩周湖バス（夏季・冬季運行））
  - 摩周駅 - 道の駅摩周温泉 - 摩周ユース - 摩周湖第1展望台（2019年4月27日より通年運行）[37]

- 屈斜路バス
  - 川湯駅前 - 摩周湖第1展望台 - 川湯駅前 - 硫黄山 - 川湯温泉 - 屈斜路湖（砂湯） - 和琴半島 - 砂湯 - 川湯温泉 - 硫黄山 - 川湯駅前（夏季・冬季運行）
  - 川湯駅前 - 硫黄山 - 川湯温泉 - 屈斜路湖（砂湯） - 丸山 - 道の駅 - 摩周駅前（2014年冬季運行）

摩周湖バスと屈斜路バスは、弟子屈町地域公共交通活性化協議会が主体となった「環境にやさしい観光交通実証実験」の一環。運行期間には他の川湯管内路線とJR釧網本線摩周駅 - 川湯温泉駅間が2日間乗り放題（2014年冬季は美留和線とJR線は対象外）となる「弟子屈えこパスポート」が発売され、各種特典が受けられる。屈斜路バスの一部便は美幌峠を経由し、美幌駅・女満別空港方面の女満別・美幌号と接続する。
- 川湯温泉・中標津空港号
  - 川湯温泉 - 摩周駅前 - 開陽台 - 中標津空港（夏季運行）

貸切バスを使用した定期運行路線。無料送迎バス。

### 阿寒湖・美幌管内
- 阿寒・摩周号阿寒・摩周号
  - 阿寒湖畔 - 摩周駅（冬季・夏季運行）

- 女満別・美幌号

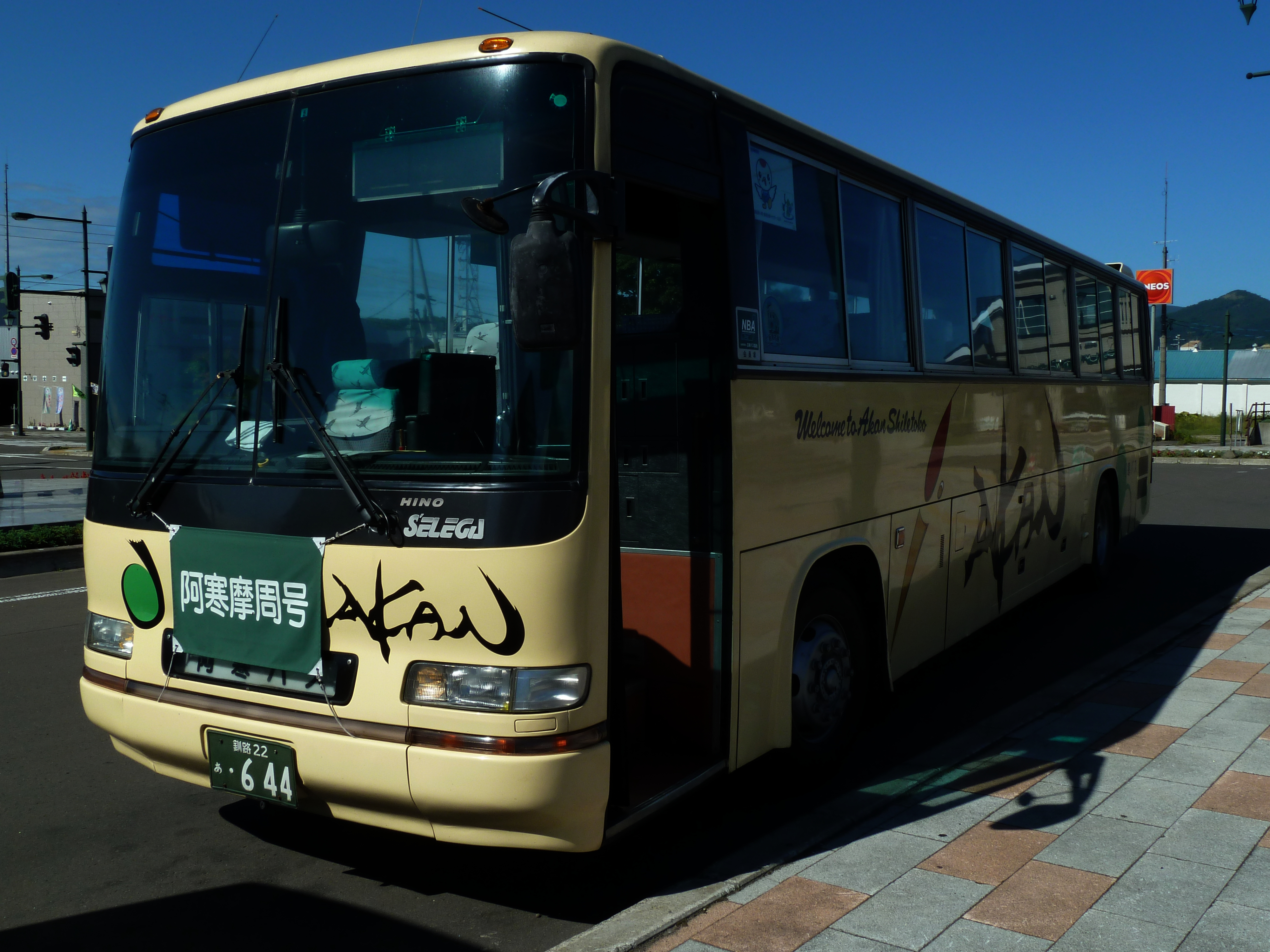
阿寒・摩周号

  - 女満別空港 - 美幌駅 - 峠の湯 - 美幌峠（夏季運行）

阿寒パノラマコース廃止後は美幌市街地と美幌峠間の交通アクセスがない状態となっていたが、バス路線再開を望む声が美幌町に寄せられたことを受けて2011年（平成23年）より運行を開始した。一部便は美幌博物館の無料見学時間を設定。美幌峠で川湯・弟子屈方面の屈斜路バスと接続する。
- 美幌市内線 美幌市内線の車両 美幌営業所所属車は北見ナンバー

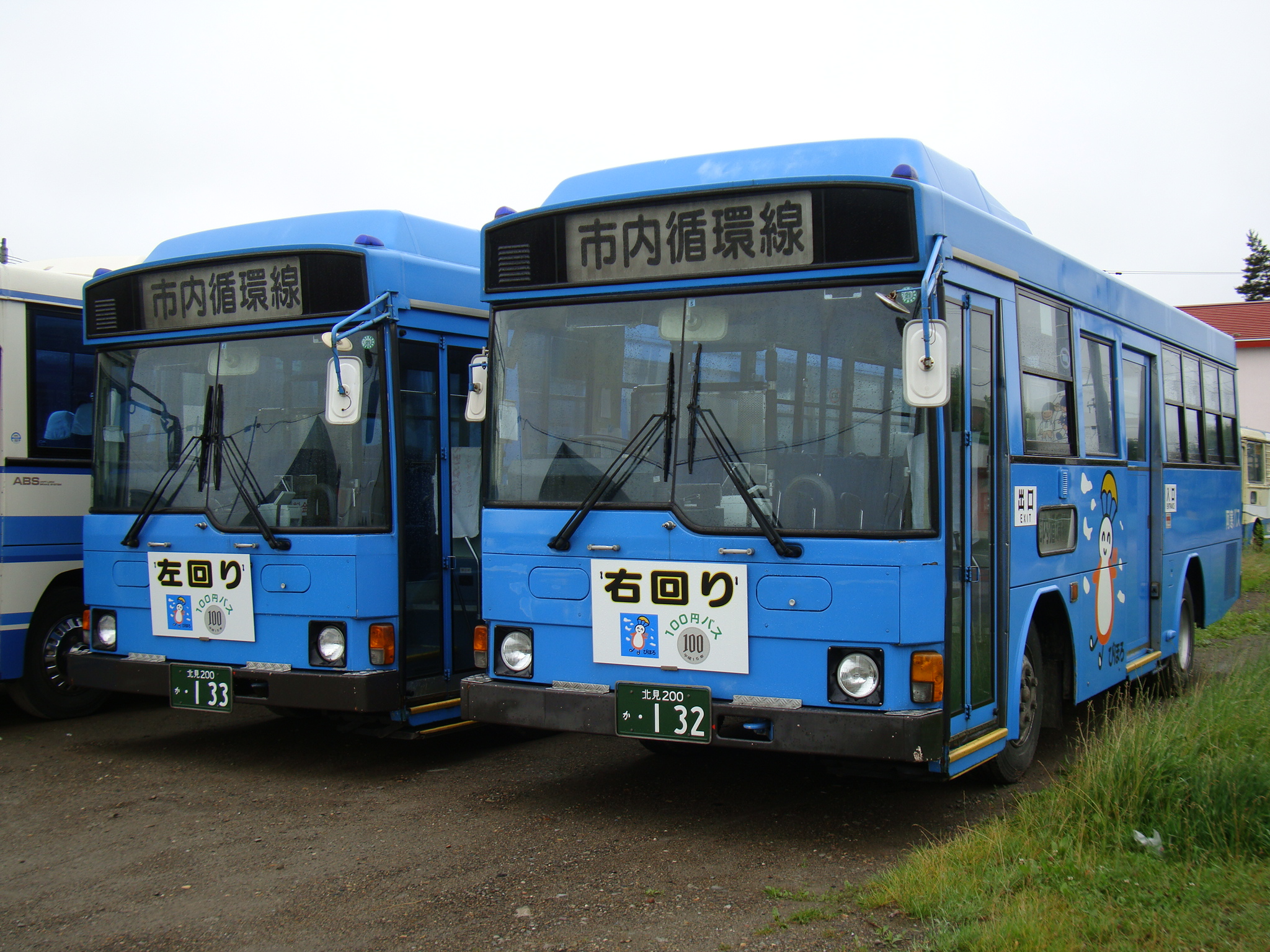
美幌市内線の車両 美幌営業所所属車は北見ナンバー

  - 美幌駅 - 美幌北2丁目 - 美幌町役場 - 自衛隊官舎 - 青山 - 美幌南3丁目 - 鳥里南公園 - 美幌駅

### 定期観光バス・周遊バス
定期観光バスは夏期と冬期に阿寒摩周国立公園や釧路湿原国立公園を巡るコースが設定される。釧路駅など釧路市中心部発着であるが、コースによっては釧路空港や川湯温泉などでの乗降も取り扱う。
冬期は道東地区観光周遊バス「ひがし北海道エクスプレスバス」の一部を担当する。

### 主な休廃止路線
- 6 鳥取線
  - 栄町6丁目 - 旭町/末広9丁目 - 駅北口 - 日赤病院通 - 鳥取分岐

末期は朝通学時、栄町6丁目行きのみ運行。
- 10 釧弟線
  - （市立病院 - 鶴居） - 中久著呂 - 沼幌 - 上御卒別 - （弟子屈高校 - 摩周温泉）

美留和線と直通し川湯温泉発着で運行。通称「釧川線」と呼ばれた。1994年（平成6年）に乗車密度が5人を割り自社運行が困難になったことにより、1997年（平成9年）より廃止代替バス（いわゆる21条バス）として運行されていたが、補助額が増加傾向であること等から沿線市町村で協議の結果、2006年（平成18年）4月30日の運行を最後に廃止された。釧路市 - 鶴居村は20 鶴居線、弟子屈町内は美留和線と弟子屈市内線が運行されるが、標茶町内は標茶市街地向けの標茶町有バスを代替としている。
- 21 鶴野ニュータウン線
  - 釧路駅 - 鳥取大通2丁目 - 鳥取神社前 - 雄鉄線通り - 商業高校 - イオン昭和店 - 西通 - 運輸支局 - 鳥取分岐 - 鳥取北10 -  鶴野小学校 - 鶴野ニュータウン入口

末期は平日のみ運行されていた。2019年9月30日の運行を最後に廃止された。代替路線として翌10月1日より23 イオン鶴野線が設定された。
- 39 高専・まりも線
  - 釧路駅 - 鳥取大通2丁目 - 鳥取神社 - 雄鉄線通り - 商業高校 - イオン昭和店 - 運輸支局 - 鳥取分岐 - 星が浦SC - 大楽毛駅 - 高専前

かつてはまりも団地まで運行していた。末期は昼時に1往復の運行だった。2019年2月4日よりWAONで運賃の支払いが可能になったが、同年9月30日の運行を最後に廃止された。代替路線として翌10月1日より33 イオン高専線が設定された。
- 50 幌呂線、幌呂・夢の杜線
  - 市立病院 - 釧路駅前 - 鳥取分岐 - 上鶴野 - 北斗橋 - 湿原展望台 - 温根内ビジターセンター - 夢の杜団地 - 下幌呂 - 中幌呂 - 支幌呂 - 上幌呂 - 幌呂北 - 新幌呂

鶴居村営軌道廃止区間。2021年9月30日の運行を最後に廃止された。新幌呂行き下り便は、中幌呂から新幌呂の間がデマンド運行になっていた。廃止後は鶴居村が幌呂地区で代替デマンド運行を行う。
- 88 リフレ線（大楽毛・釧路空港経由）
  - 釧路駅前 - 鳥取神社前 - 雄鉄線通 - 商業高校 - イオン昭和店 - 西通 - 運輸支局 - 鳥取分岐 - 星が浦SC - 大楽毛駅 - 高専前 - 釧路空港 - 動物園 - 山花温泉リフレ

2019年9月30日の運行を最後に廃止された。代替路線として翌10月1日よりイオンリフレ線（83）が設定された。
- 65 中標津計根別線
  - 中標津 - 計根別 - 中標津農高

- 中標津空港連絡バス
  - 中標津 - 中標津役場 - 中標津空港

根室交通の根室 - 中標津 - 中標津空港便と統合
- 標茶線
  - 摩周温泉 - 磯分内 - 標茶駅

美留和線と直通し川湯温泉発着で運行。
- 西春別標茶線
  - 西春別 - 標茶駅

10 標津標茶線のうち、西春別 - 標茶駅間は2025年3月31日をもって廃止され、標茶町内には入らなくなった。
- 東藻琴線
  - 川湯温泉 - 藻琴山 - 藻琴山温泉 - 東藻琴 - 網走駅

網走交通（現網走観光交通）と相互乗り入れ。阿寒バス便運休後も網走交通便は引き続き夏期季節運行されていたが1986年（昭和61年）をもって休止されている。
- 阿寒パノラマコース（横摩美線、阿寒摩周国立公園線、くろゆり号）
  - 女満別空港 - 美幌駅前 - 美幌峠 - 和琴半島 - 屈斜路湖砂湯 - 川湯温泉 - 硫黄山 - 摩周湖第1展望台 - 摩周駅前 - 摩周温泉 - 阿寒湖 - (津別経由) - 美幌駅前 - 女満別空港（2001年夏期ダイヤ）[45]
  - 網走駅前 - 女満別空港 - 美幌駅前 - 美幌峠 - 和琴半島 - 屈斜路湖砂湯 - 川湯温泉 - 硫黄山 - 摩周湖第1展望台 - 摩周駅前 - 摩周温泉 - 阿寒湖 - (津別経由) - 美幌駅前 - 女満別空港 - 網走駅前（2008年夏期ダイヤ）[46]
  - 阿寒湖 - 摩周温泉 - 摩周駅前 - 摩周湖第1展望台 - 硫黄山 - 川湯温泉 - 屈斜路湖砂湯 -（和琴半島（復路のみ））-美幌峠 - 美幌駅前 - 女満別空港 - 網走駅前（2009年夏期ダイヤ）[47]

年度により運行区間を変えながら運行されていたが、2009年（平成21年）度を最後に運行されていない。2010年（平成22年）度から夏期に阿寒湖畔 - 摩周駅で「阿寒・摩周号」が、夏期と冬期に弟子屈町内で「摩周湖バス」「屈斜路バス」が運行されている。
- 知床ウトロ号（網走バスとの共同運行）
  - 阿寒湖 - 阿寒湖 - 摩周温泉 - 摩周駅前 - 摩周湖第1展望台 - 硫黄山 - 川湯温泉 - 屈斜路湖砂湯 - 美幌峠 - 美幌駅前 - 女満別空港 - 網走駅前 - 小清水原生花園 - 知床斜里駅 - オシンコシンの滝 - 知床五湖 - ウトロ[48]

2005年5月1日新設。2008年夏期シーズンまで運行された。
- 阿寒号（網走バスとの共同運行）
  - ウトロ - 知床峠 - ウトロ - オシンコシンの滝 - 知床斜里駅 - 小清水原生花園 - 網走駅前 - 朝日ヶ丘展望台 - 女満別空港 - 美幌駅前 - 美幌峠 - 摩周湖第1展望台 - 硫黄山 - 川湯温泉 - 摩周駅 - 摩周温泉 - 阿寒湖（2005,2006シーズン）[48]
  - ウトロ - 知床峠 - 羅臼 - サーモンハウス - 開陽台 - 裏摩周展望台 - 川湯温泉 - 阿寒湖畔（2007シーズン）[51]
  - ウトロ - 知床峠 - 羅臼 - サーモンハウス - 開陽台 - 摩周湖第1展望台 - 川湯温泉 - 阿寒湖畔（2008シーズン）[52]

2005年5月1日新設。2007年に経路を羅臼、開陽台を経由するルートに大きく変更し2008年夏期シーズンまで運行された。
- オンネトー線
  - 阿寒湖畔 - 雌阿寒温泉 - オンネトー - キャンプ場（オンネトー湯の滝入口）
  - 阿寒湖温泉 - 阿寒湖滝口 - 阿寒湖温泉 - 雌阿寒温泉 - オンネトー - 湯の滝入口 - オンネトー - 雌阿寒温泉 - 阿寒湖温泉（「りんりん号」2007年、2008年シーズン）

旧道東バス・十勝バス路線。夏期のみの運行であった。2007年、2008年シーズンは阿寒湖温泉周遊バス「りんりん号」として、NPO法人阿寒観光協会まちづくり推進機構と共同で運行する形が取られたが、翌年度以降は運行されていない。
- 女満別空港連絡バス
  - 美幌北2丁目・美幌駅 - 女満別空港[55]

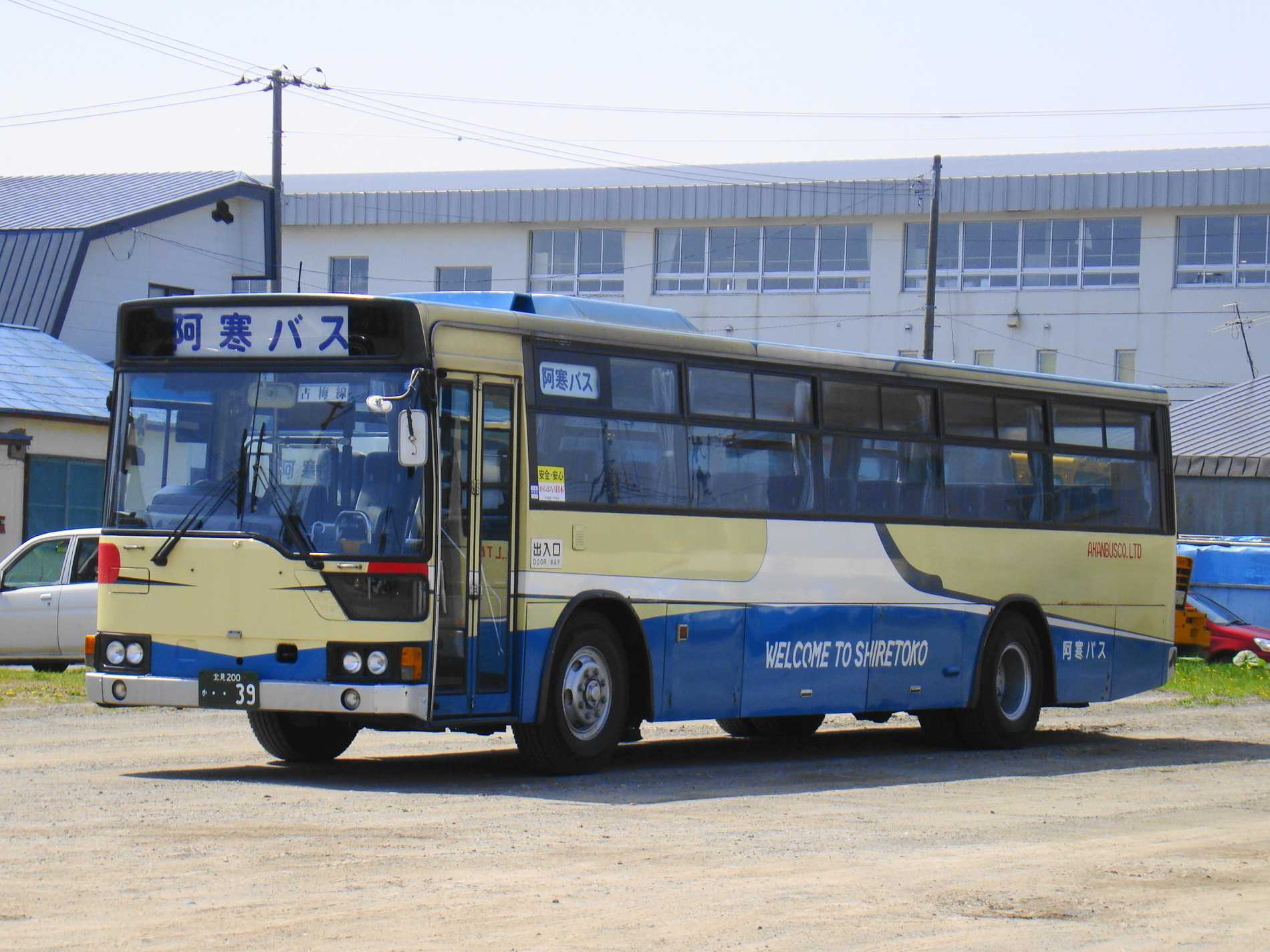
古梅線の運用についていた車両

美幌町から女満別空港へは北海道北見バスの北見 - 女満別空港線が経由するが、2000年（平成12年）の美幌バイパス開通により美幌駅など中心部が経路から外されたことを受けて開設された。2008年（平成20年）度冬季から運行されていない。その後は、美幌峠方面 - 女満別空港間の阿寒パノラマコース（季節運行）で美幌駅 - 女満別空港間の利用ができたほか、2012年10月1日より網走バスが網走 - 美幌間の一部便を女満別空港経由とし、美幌駅 - 美幌北2丁目 - 女満別空港間の利用が可能となったが、いずれも後に廃止された。
- 津別線

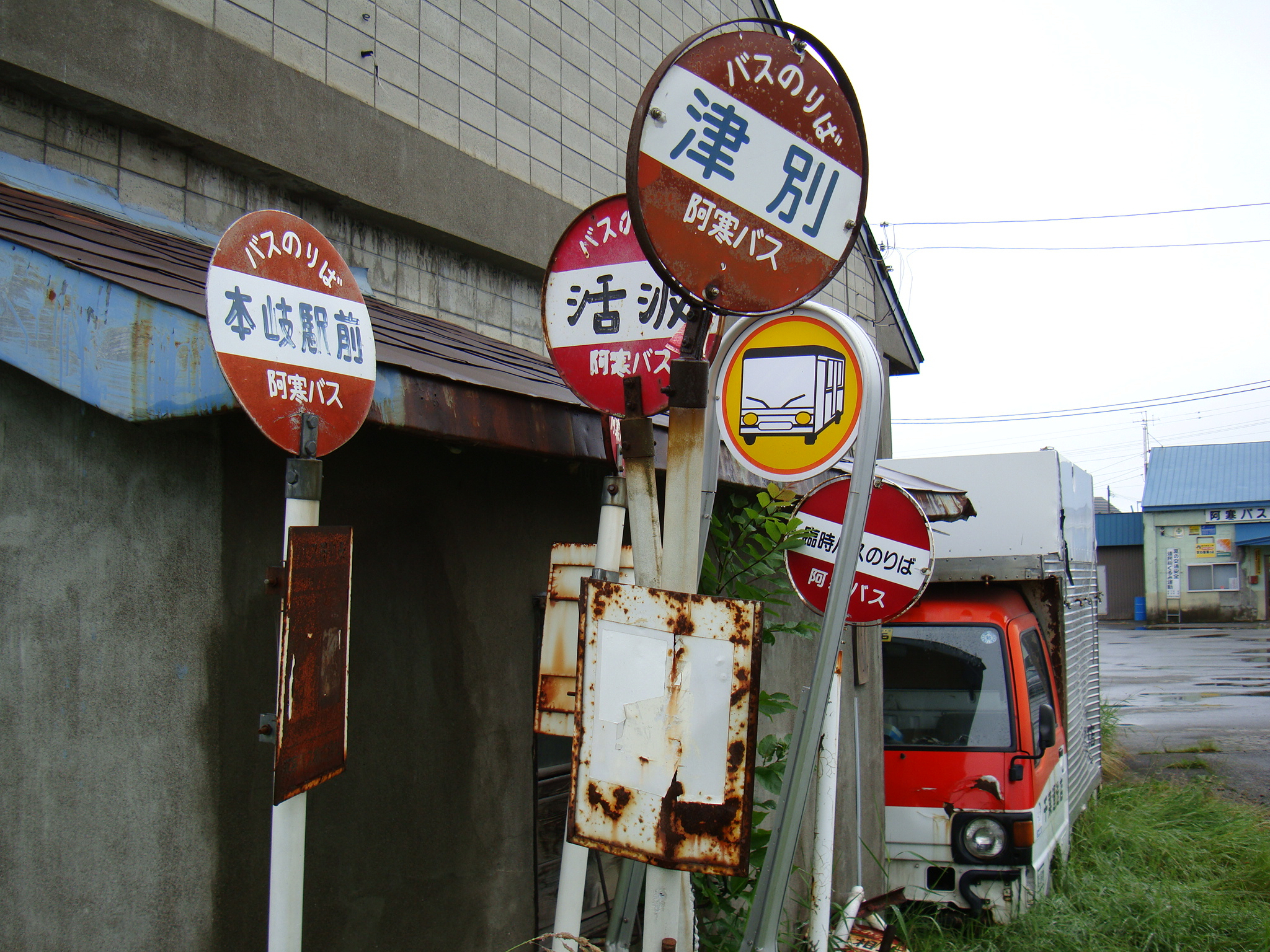
路線廃止により撤去された津別町内停留所

  - 阿寒湖畔 - 北見相生 - 本岐 - 津別 - 活汲 - 美幌駅 - 女満別空港・網走駅

1947年（昭和22年）に阿寒湖畔 - 北見相生を開設。1967年（昭和42年）に美幌まで延伸、1988年（昭和63年）より30 阿寒湖線と直通し40 釧美線としても運行されたが、1997年（平成9年）に阿寒湖畔までの運行に戻された。その後は冬期運休や、阿寒パノラマコースとの兼ね合いで片方向のみ運行や網走駅までの延伸が行われたが、2008年（平成20年）をもって廃止された。津別町営バス#津別町のバスの動きも参照。
- 古梅線、峠の湯線
  - 美幌駅 - 美幌北2丁目 - 青山 - 峠の湯 - 日並口 - 福住 - 古梅

2008年（平成20年）度までは峠の湯折り返しの峠の湯線も運行されていた。2014年（平成26年）4月1日より美幌町の沿線住民向けスクールバスによる運行となった。

## 貸切バス
貸切バス事業は、通常は釧路運輸支局、北見運輸支局管内、帯広運輸支局管内、札幌運輸支局管内での発着が認められているが、貸切バス事業者安全性評価認定制度による優良事業者に限定した営業区域の弾力的な運用による特例で、2025年（令和7年）4月1日現在北海道全域となっている。観光貸切は本社・中標津・美幌・恵庭の各営業所が担当。道東地区事業者10社で組織する東北海道貸切バス事業協同組合 (BUS CENTER)に加盟する。

## 車両
創業以来の、車体長一杯に丹頂鶴が羽ばたく姿と、「Welcome to Akan」または「Welcome to Akan Shiretoko」などの文字が描かれるカラーリングが特筆される。営業所によってまりもを配したカラー等複数のカラーリングが存在する。ワンステップバスとノンステップバスは、釧路市内線や標津線廃止代替路線等で運用されている。大型路線バスはジェイ・バス製が多い。都市間バスも含めた路線車両は2017年（平成29年）3月31日現在で80台（美幌営業所8台、美幌以外の営業所計72台）登録されている。

### 路線バス

#### 丹頂カラー
近年導入された車両は、従来車輛正面まで伸びていた丹頂鶴の頭部が車両側面に収まるようになり、頭頂部のデザインも変化が見られる。

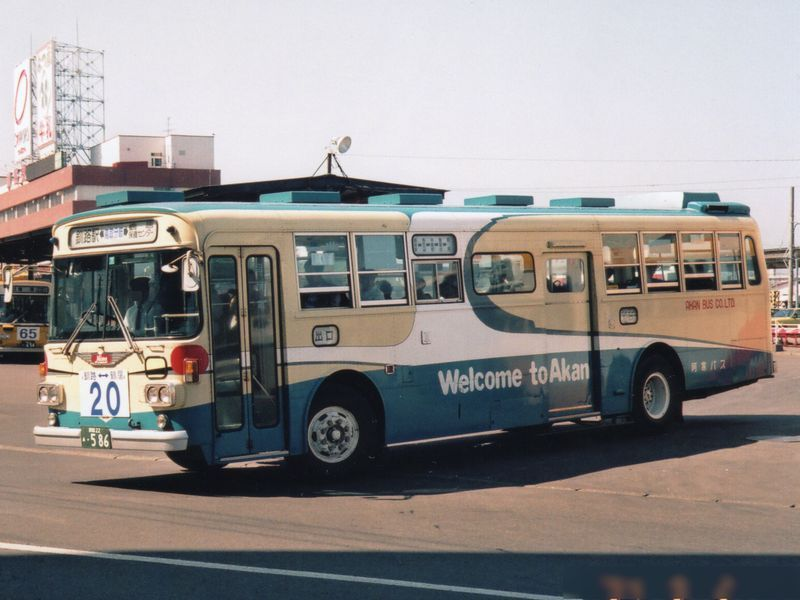
神奈川中央交通からの譲受車
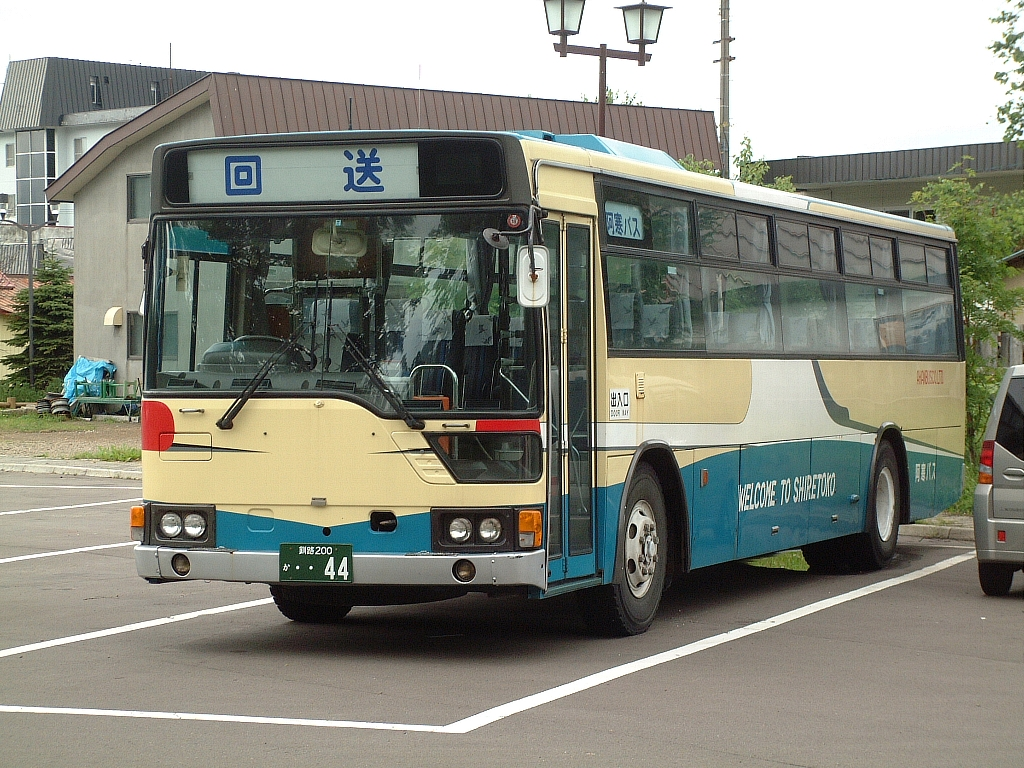
京浜急行電鉄からの譲受車
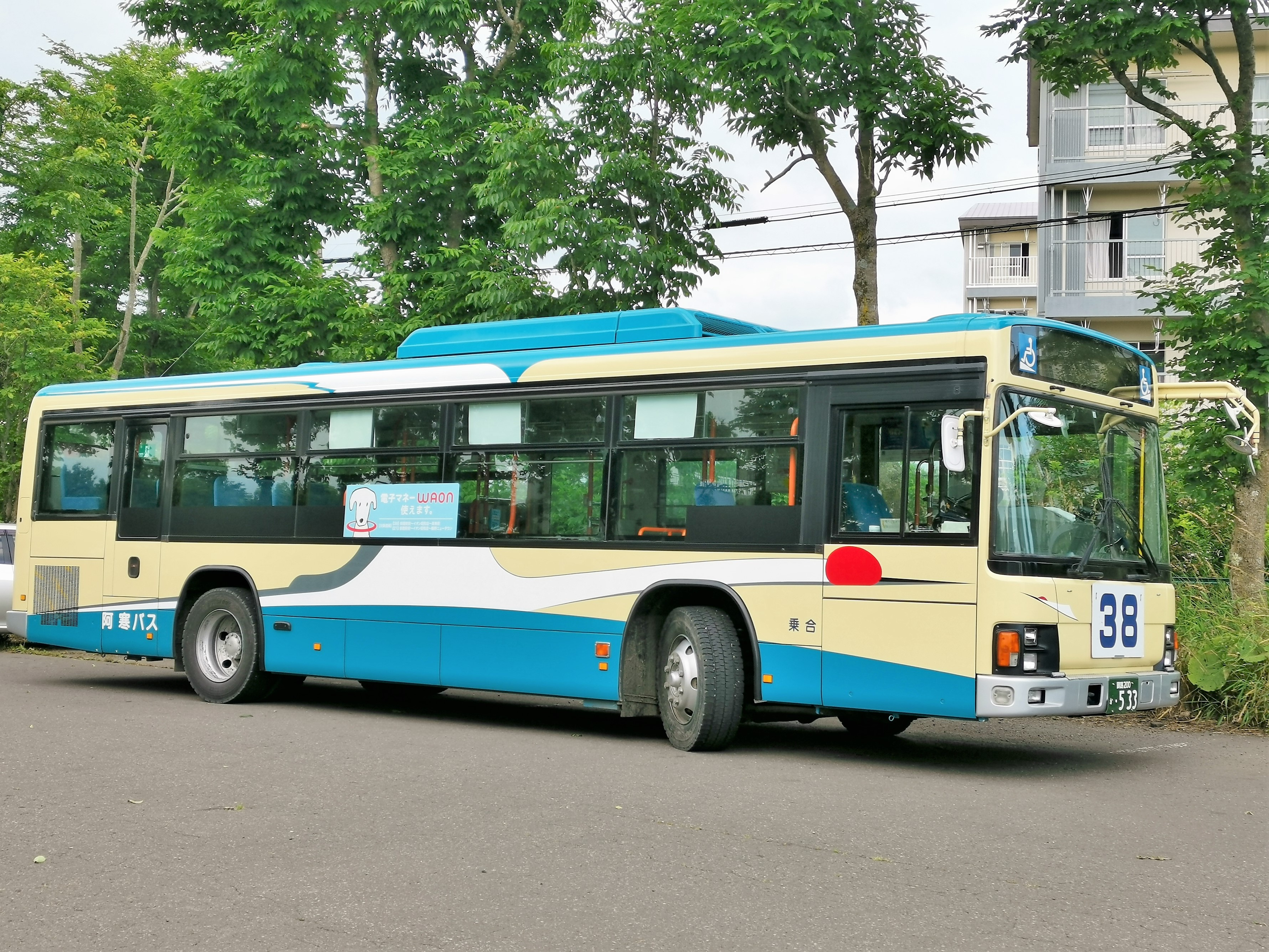
西武バスからの譲受車
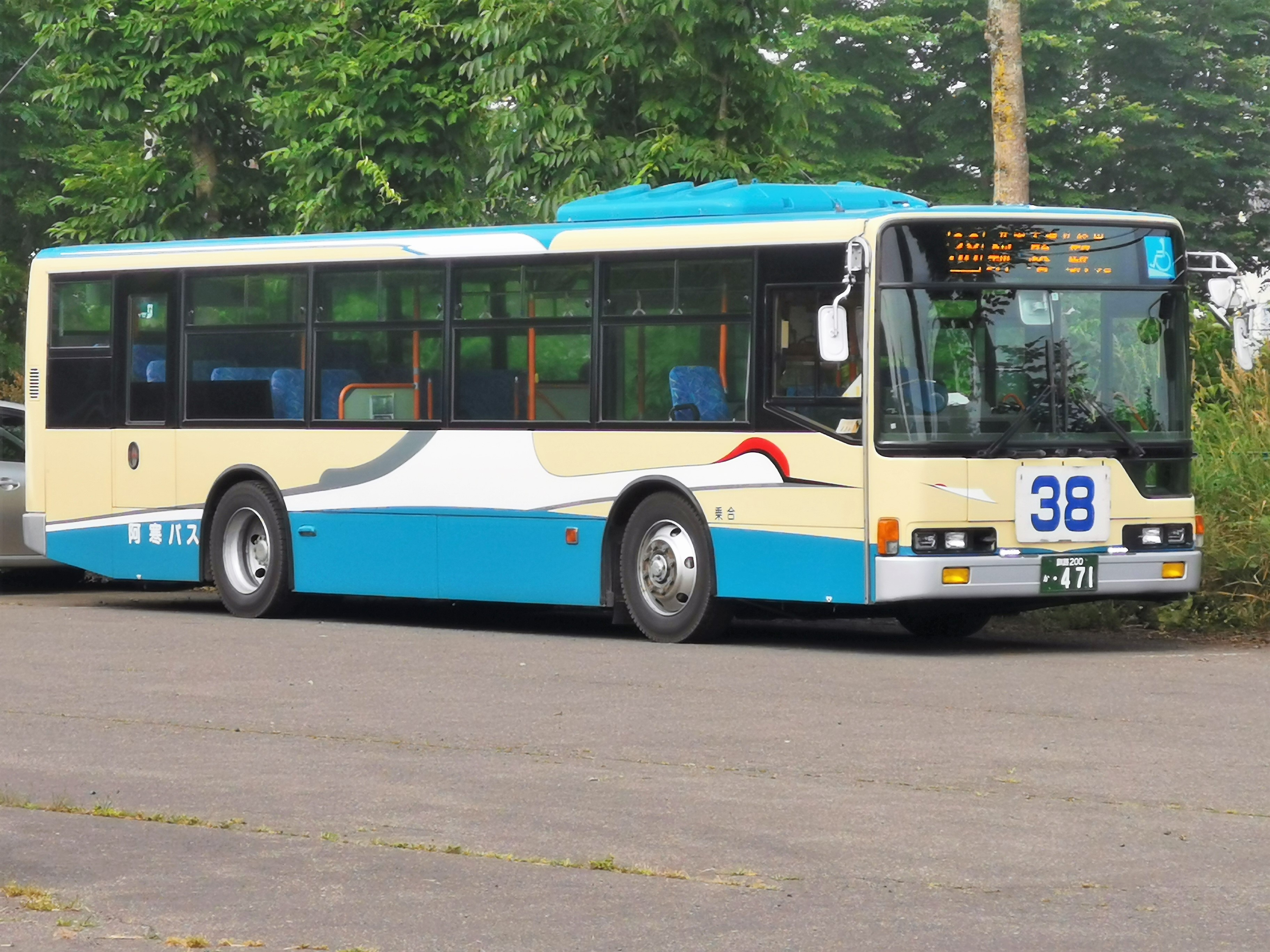
京浜急行バスからの譲受車。丹頂のデザインが異なる

#### まりもカラー

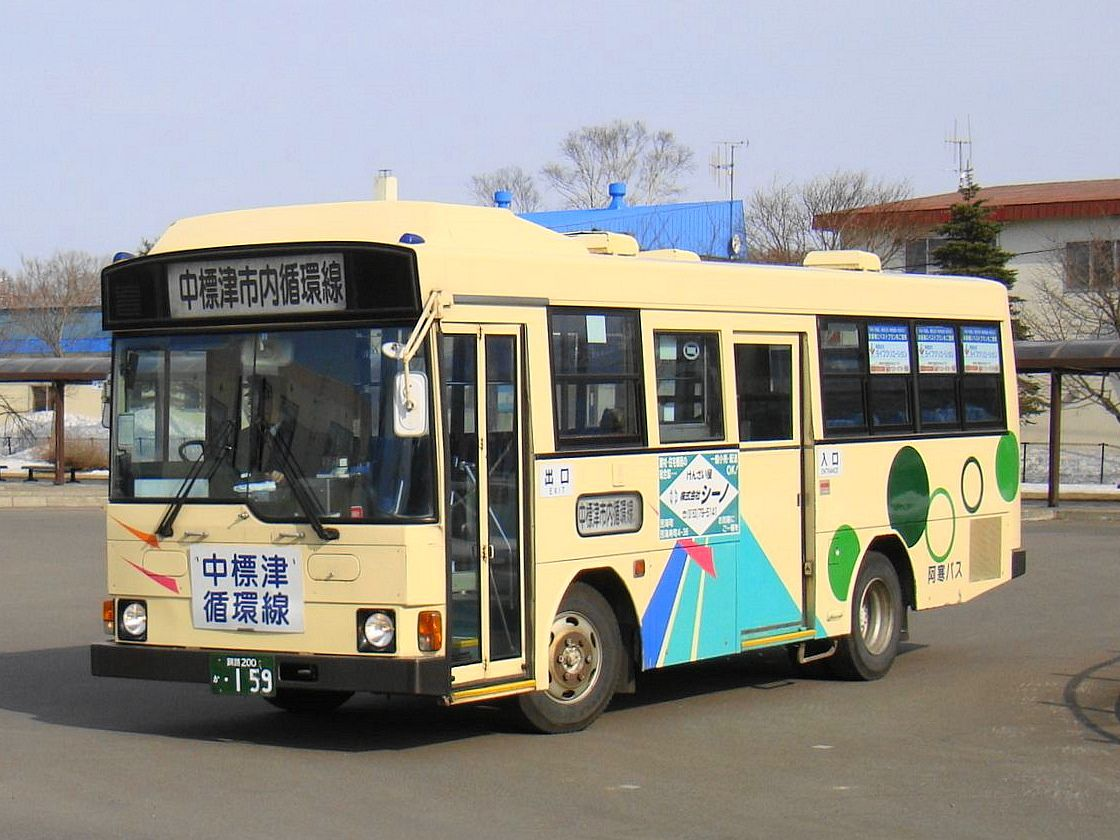
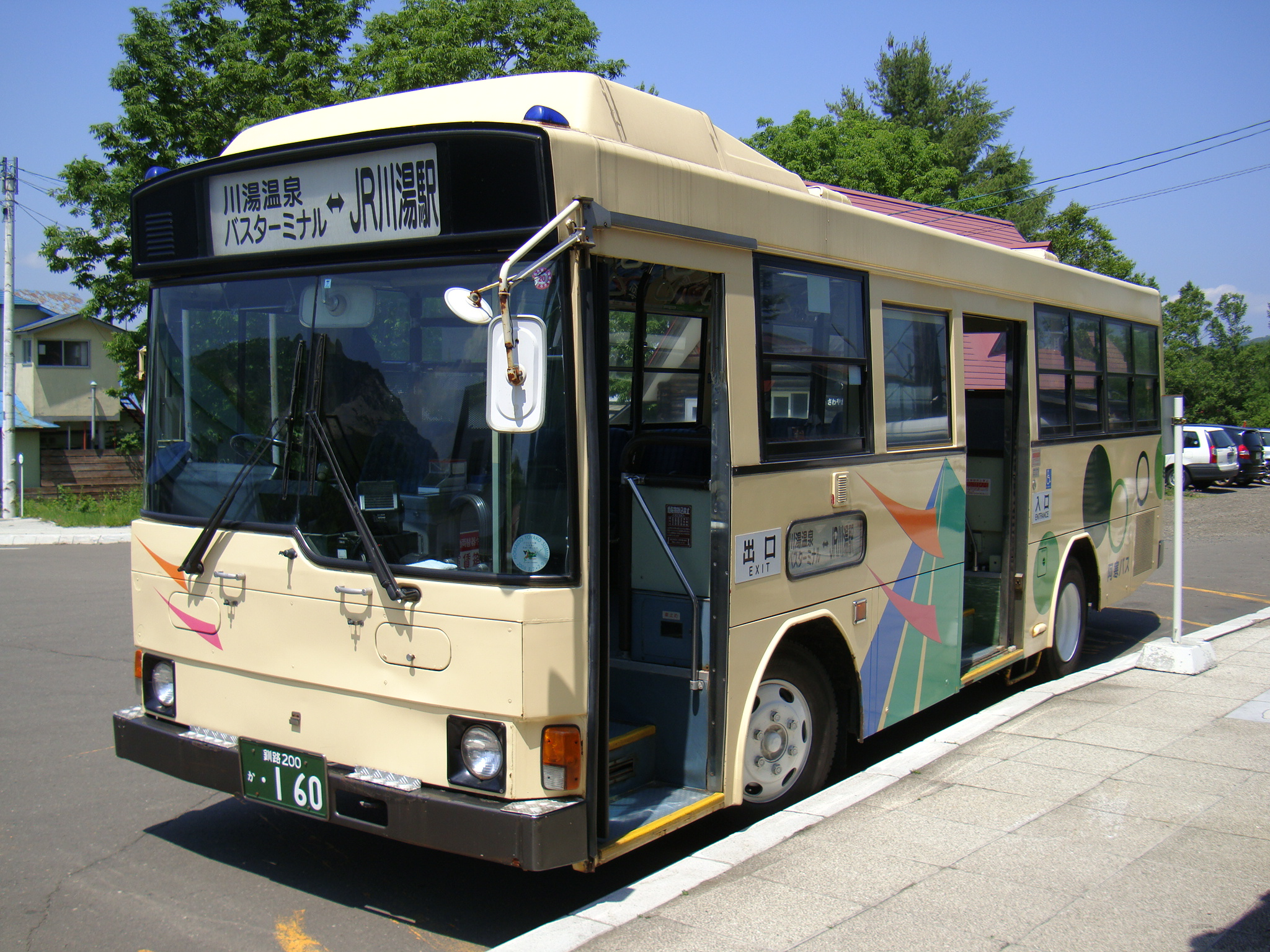
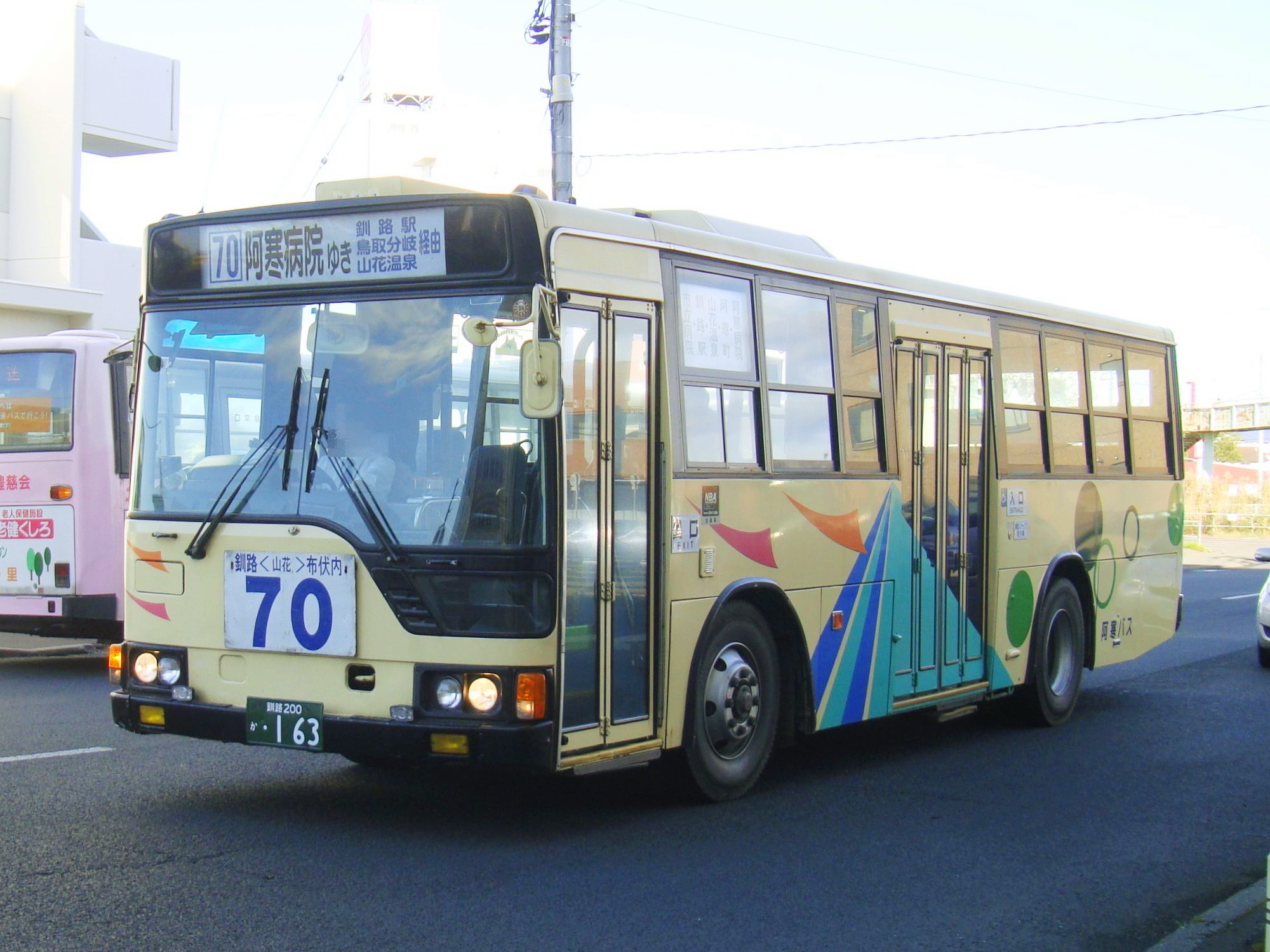

#### その他のカラーリング

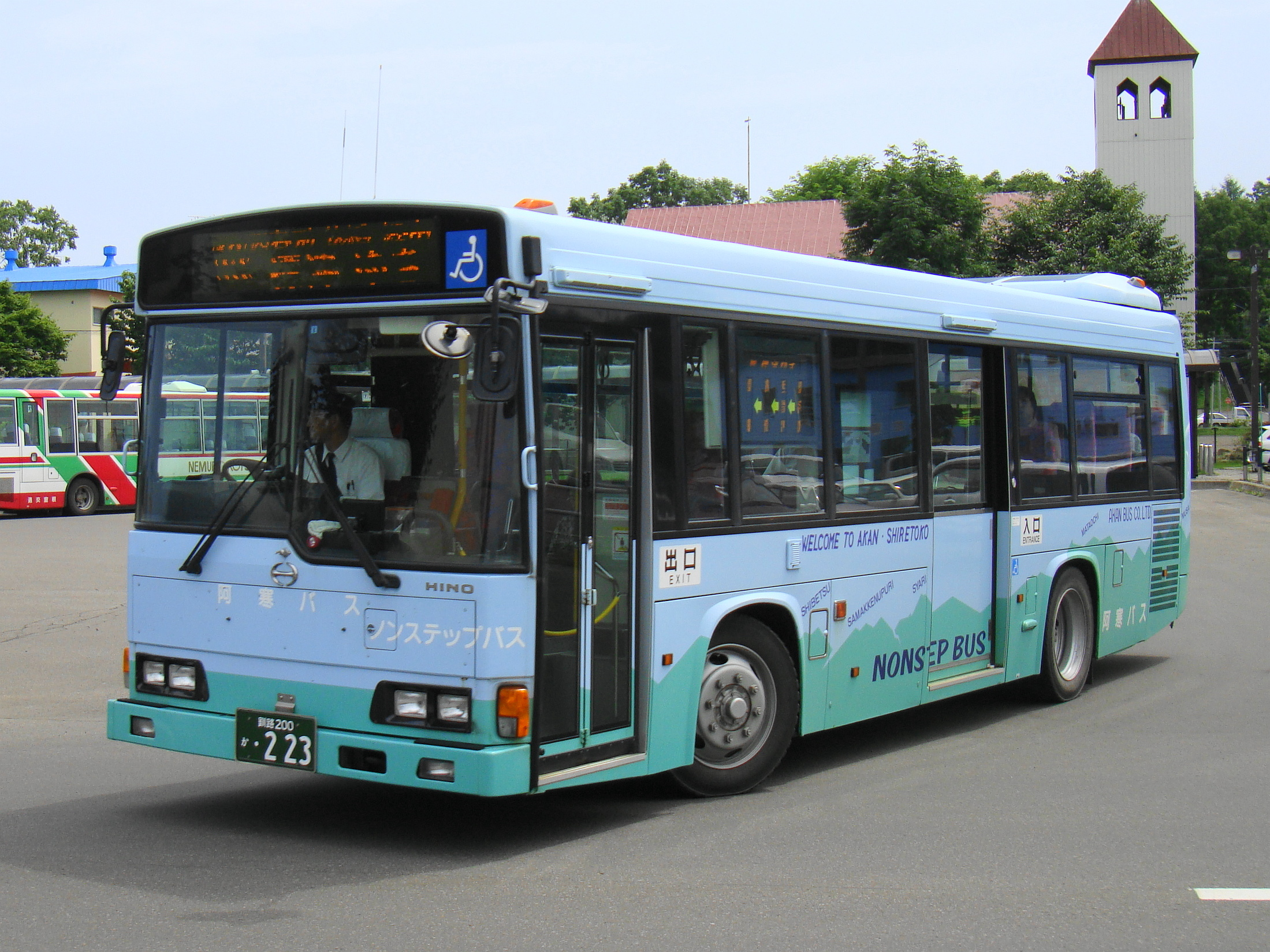
標津方面で使用されている車両
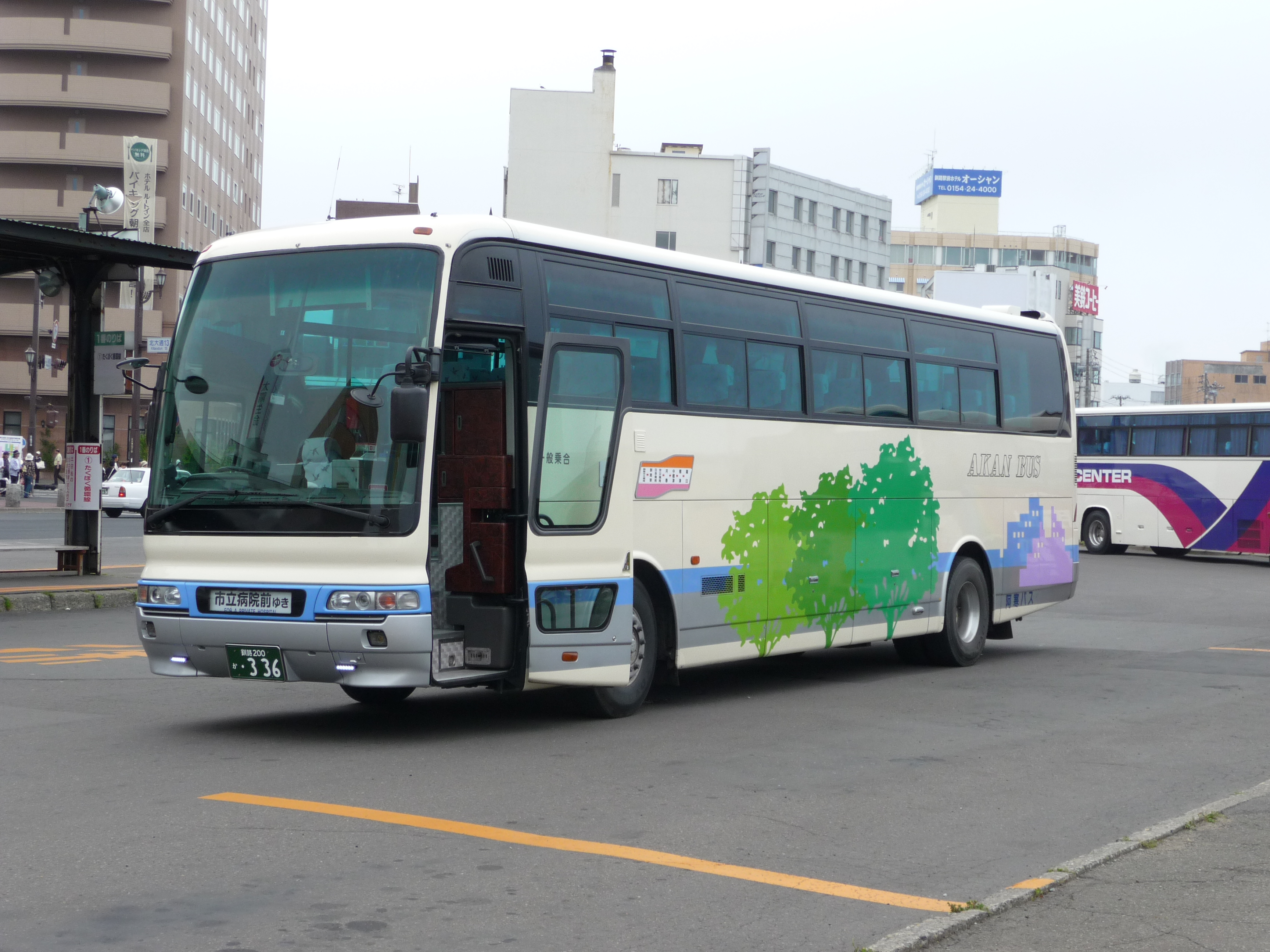
元の所有者（関東自動車）のカラーリングをそのまま使用している例 釧羅線用車両
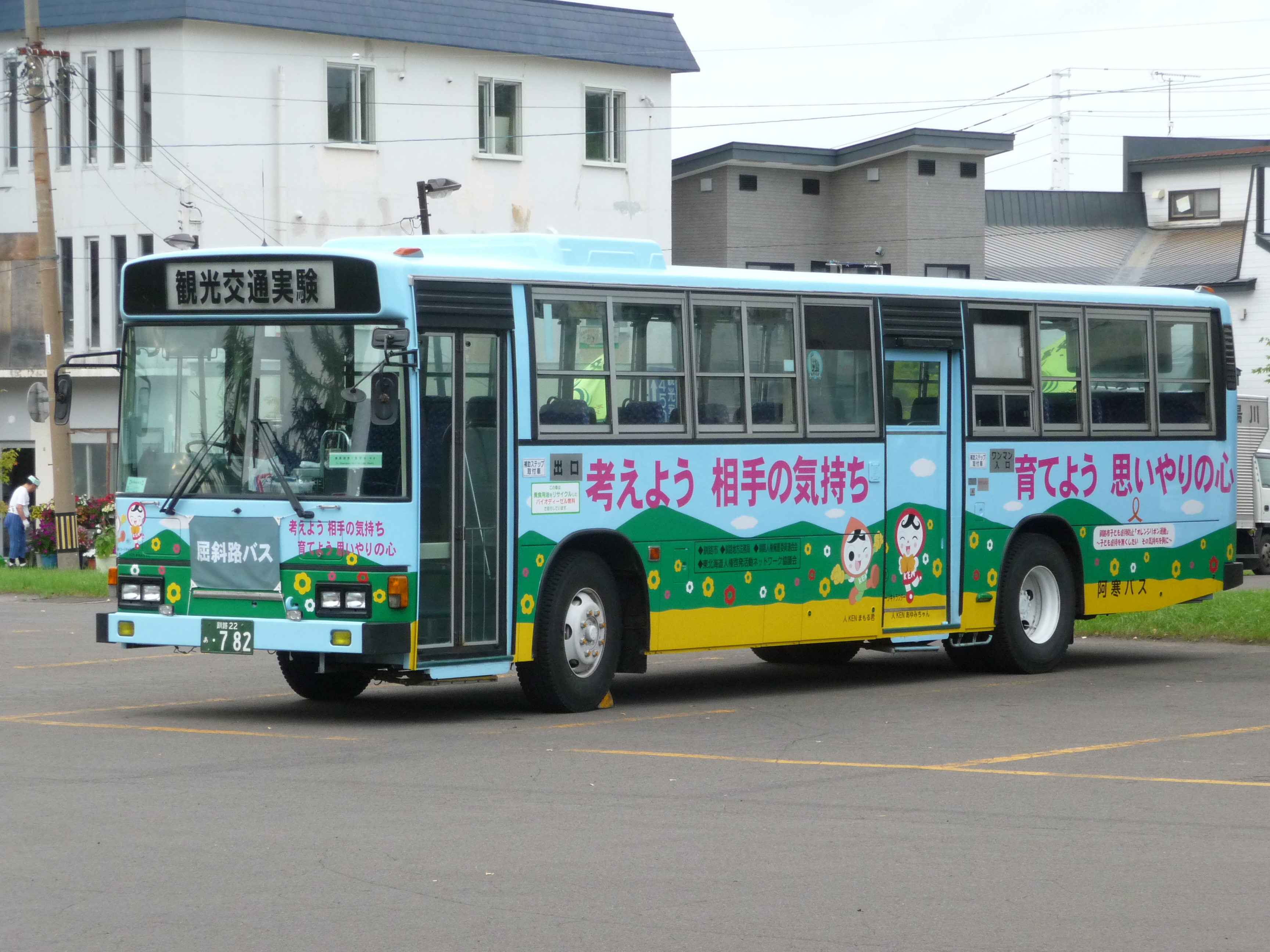
バイオディーゼル燃料使用車
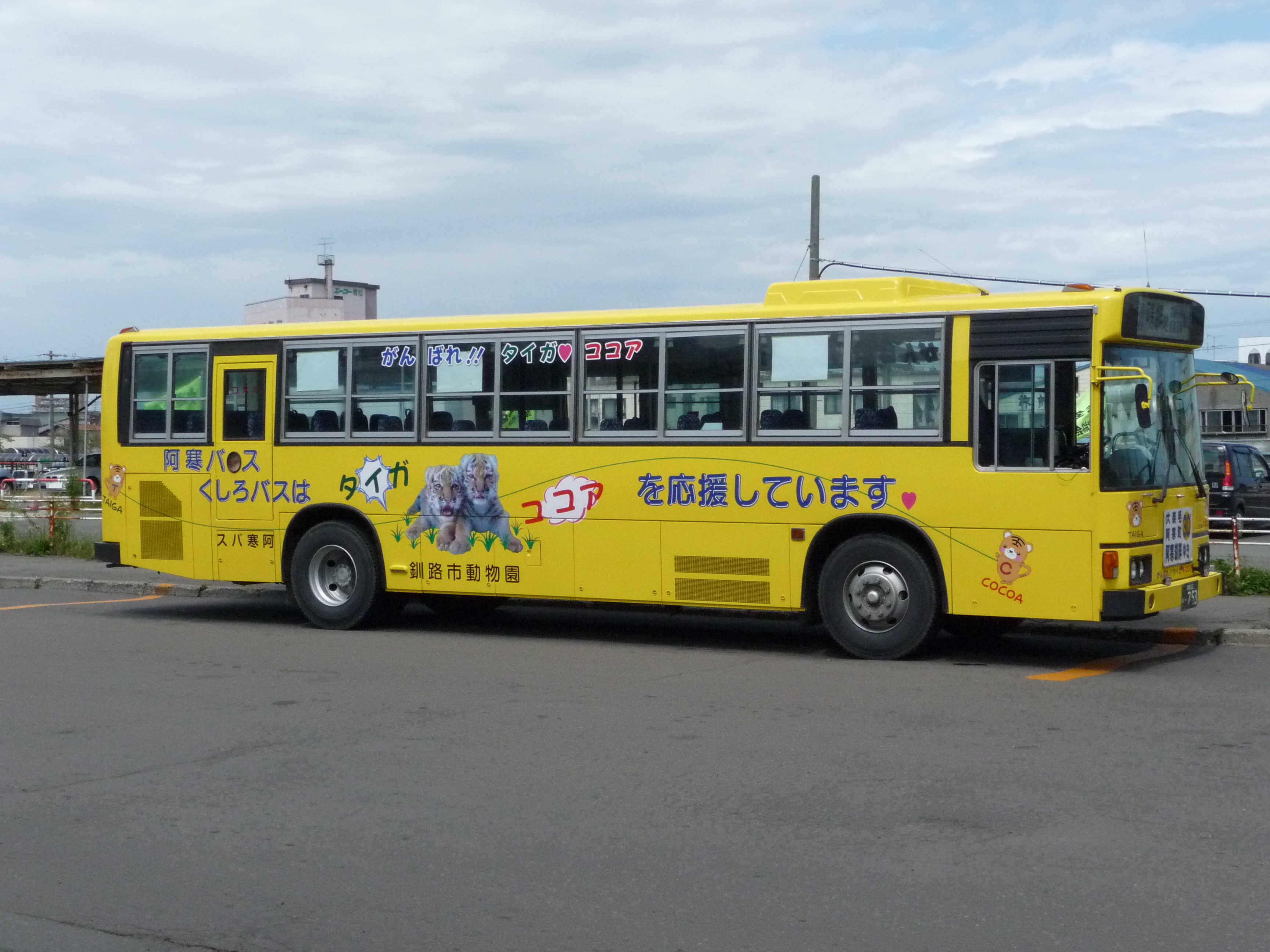
釧路市動物園アムールトラ応援車
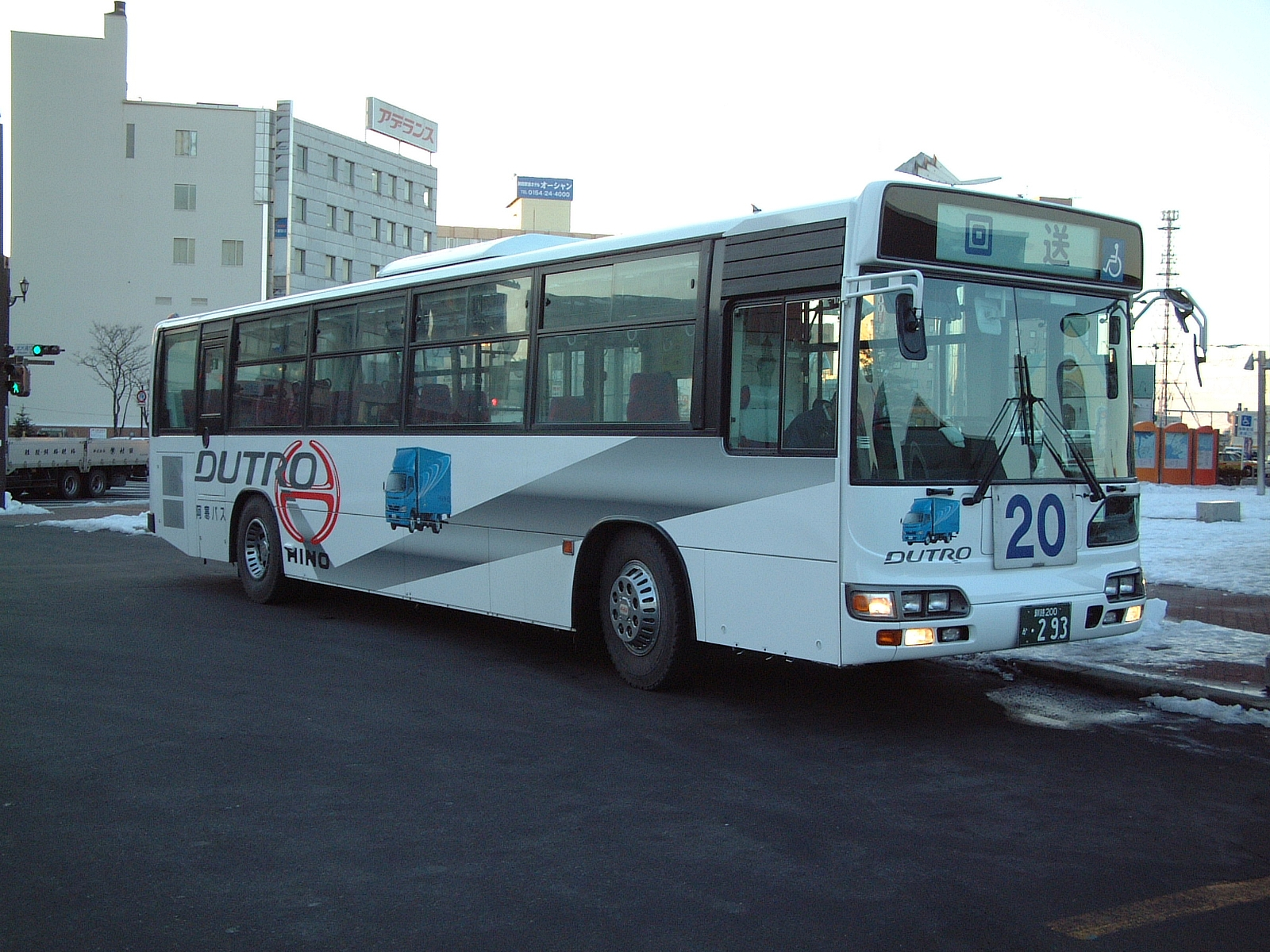
日野自動車の広告車

### 都市間・貸切バス
都市間バスは、かつては白を基調とし雌阿寒岳、まりもを配置した専用塗装を用いていたが、すべて日野自動車のサンプルカラーであるオレンジ一色に社名ロゴを入れた新型セレガに置き換わっている。スターライト釧路号には全てセレガスーパーハイデッカーの自社発注車が使用され、サンライズ号には自社発注車のほか、道北バスなどからの転籍車両も使用する。
貸切バスは赤一色に社名ロゴを入れた新型セレガを多く保有する他、BUS CENTERカラーのエアロクイーンIIやセレガRも保有している。貸切車両は41台登録されている。

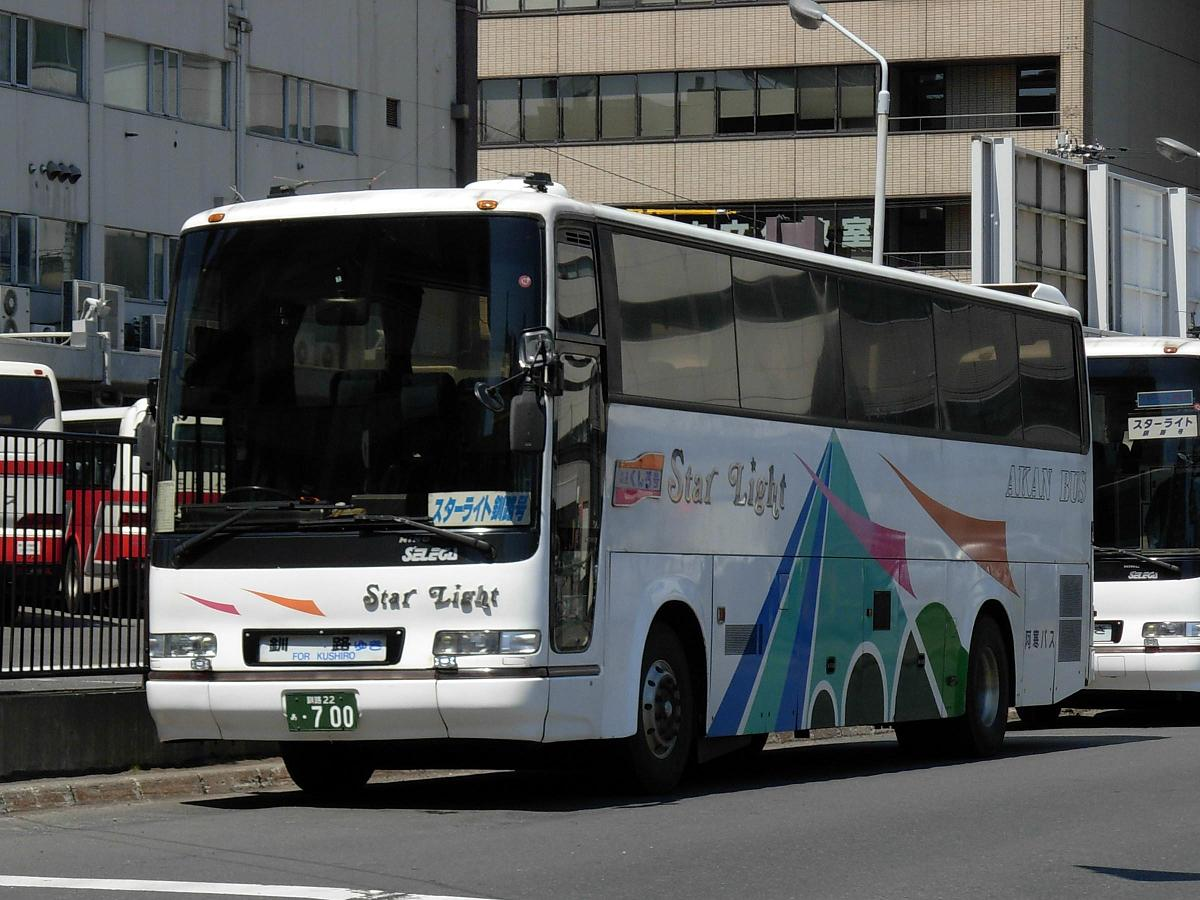
スターライト釧路号 旧塗装
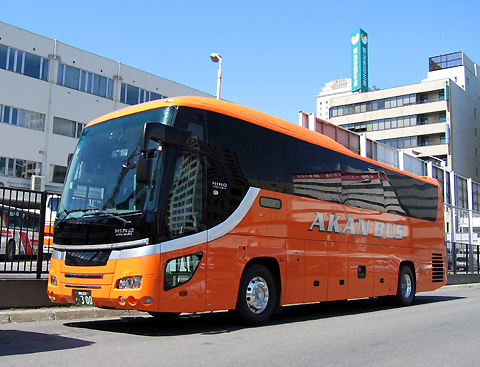
オレンジ一色のスターライト釧路号
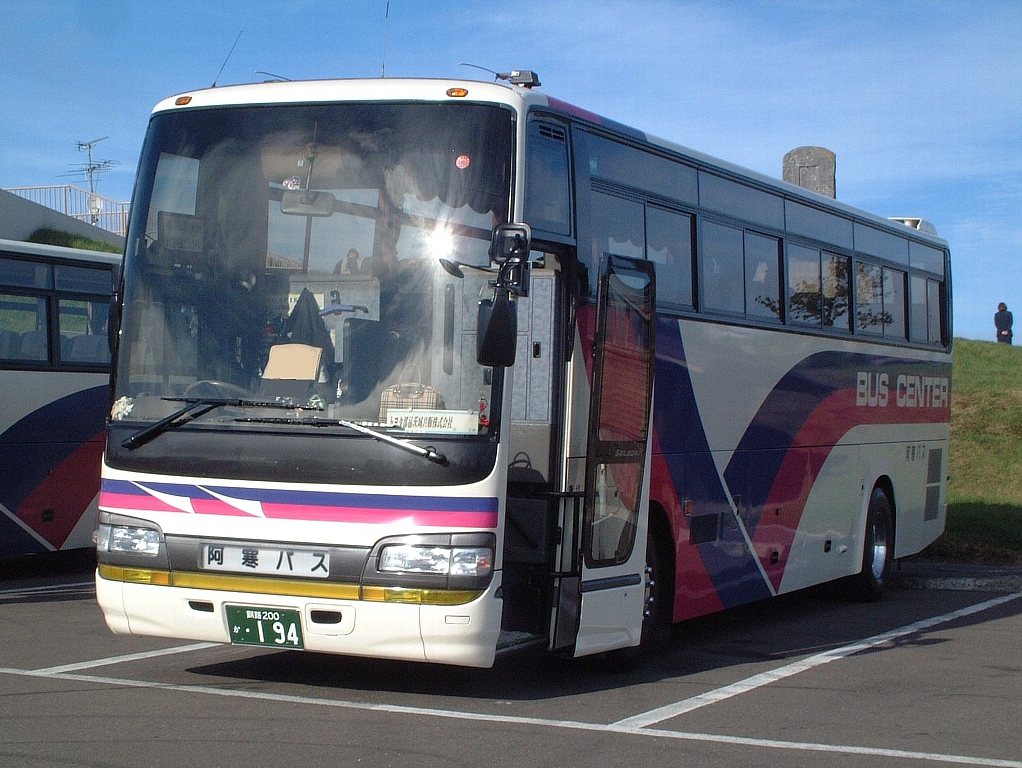
BUS CENTERカラー貸切車
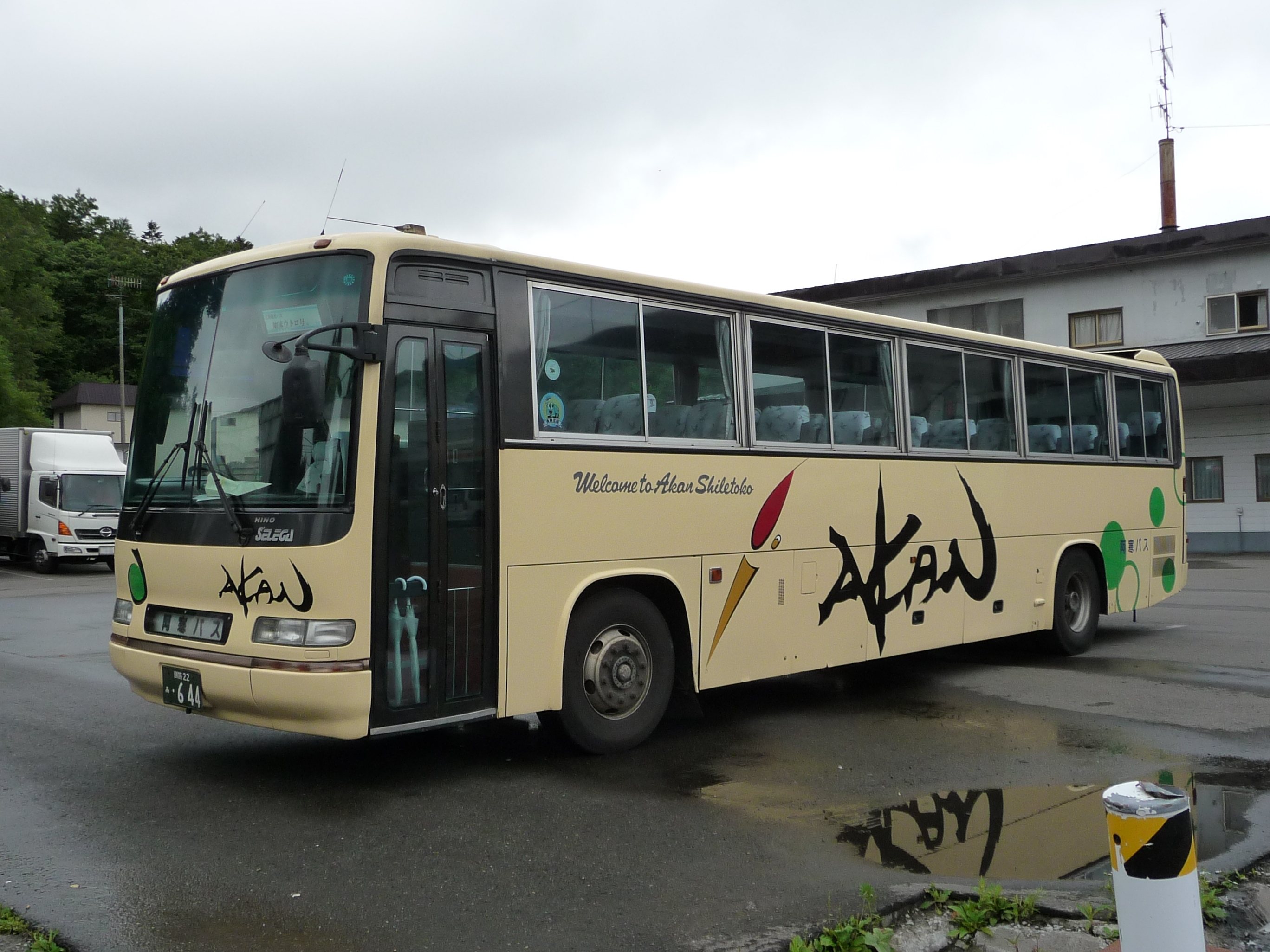
まりもカラー貸切車
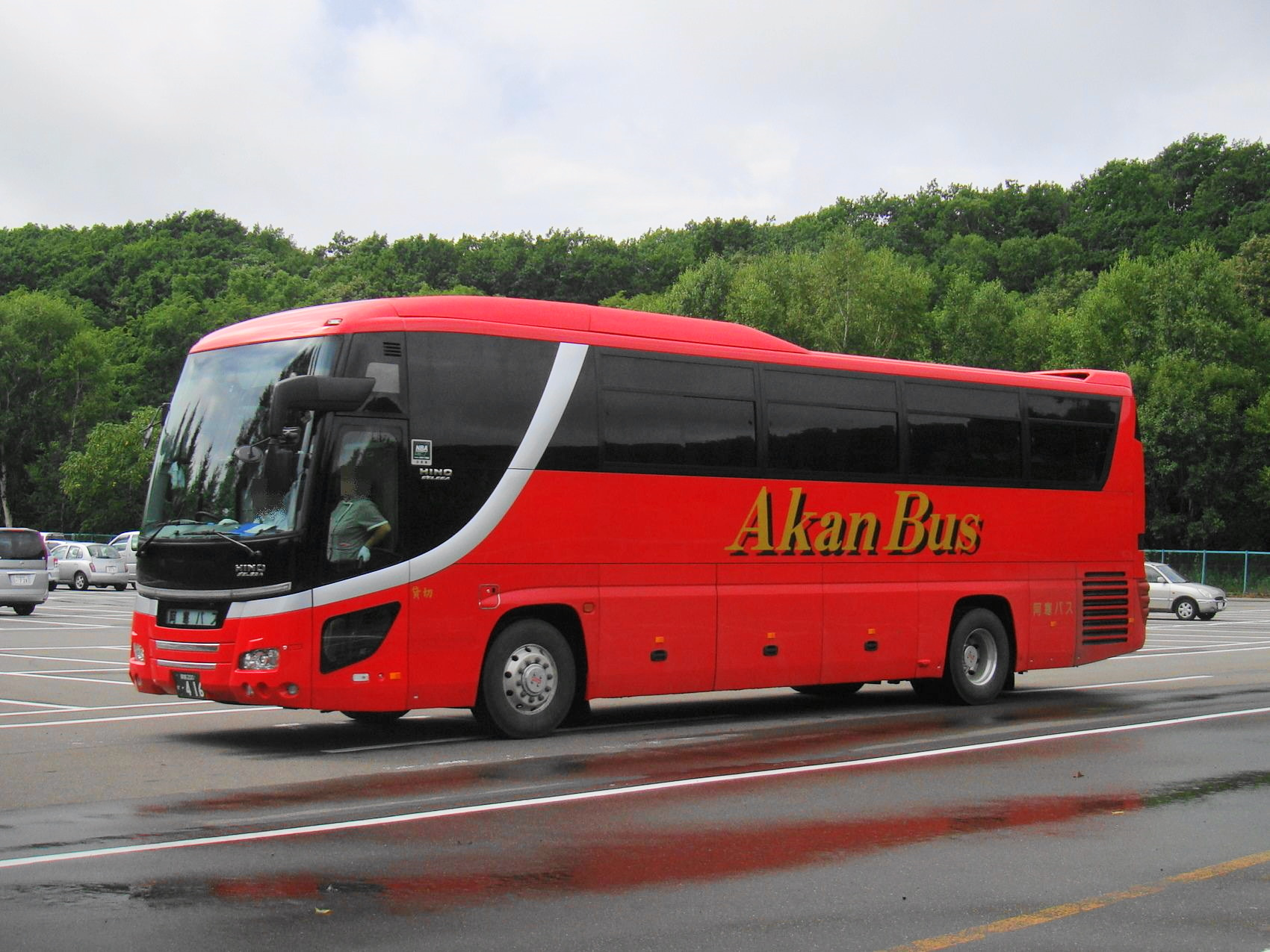
赤一色の貸切車
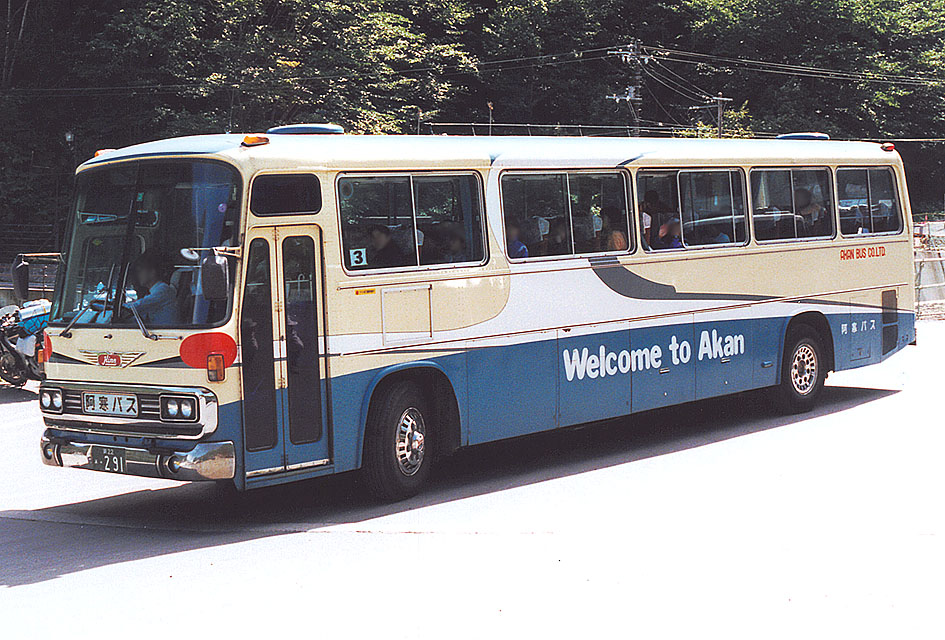
かつては貸切車も路線車同色であった（1992年）
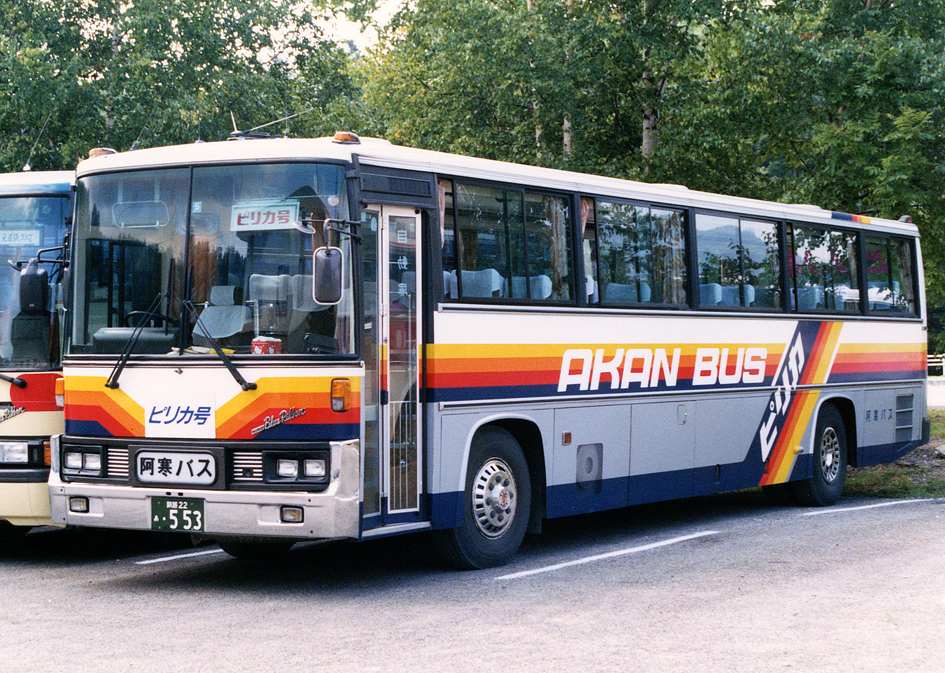
定期観光バス ピリカ号（1990年）
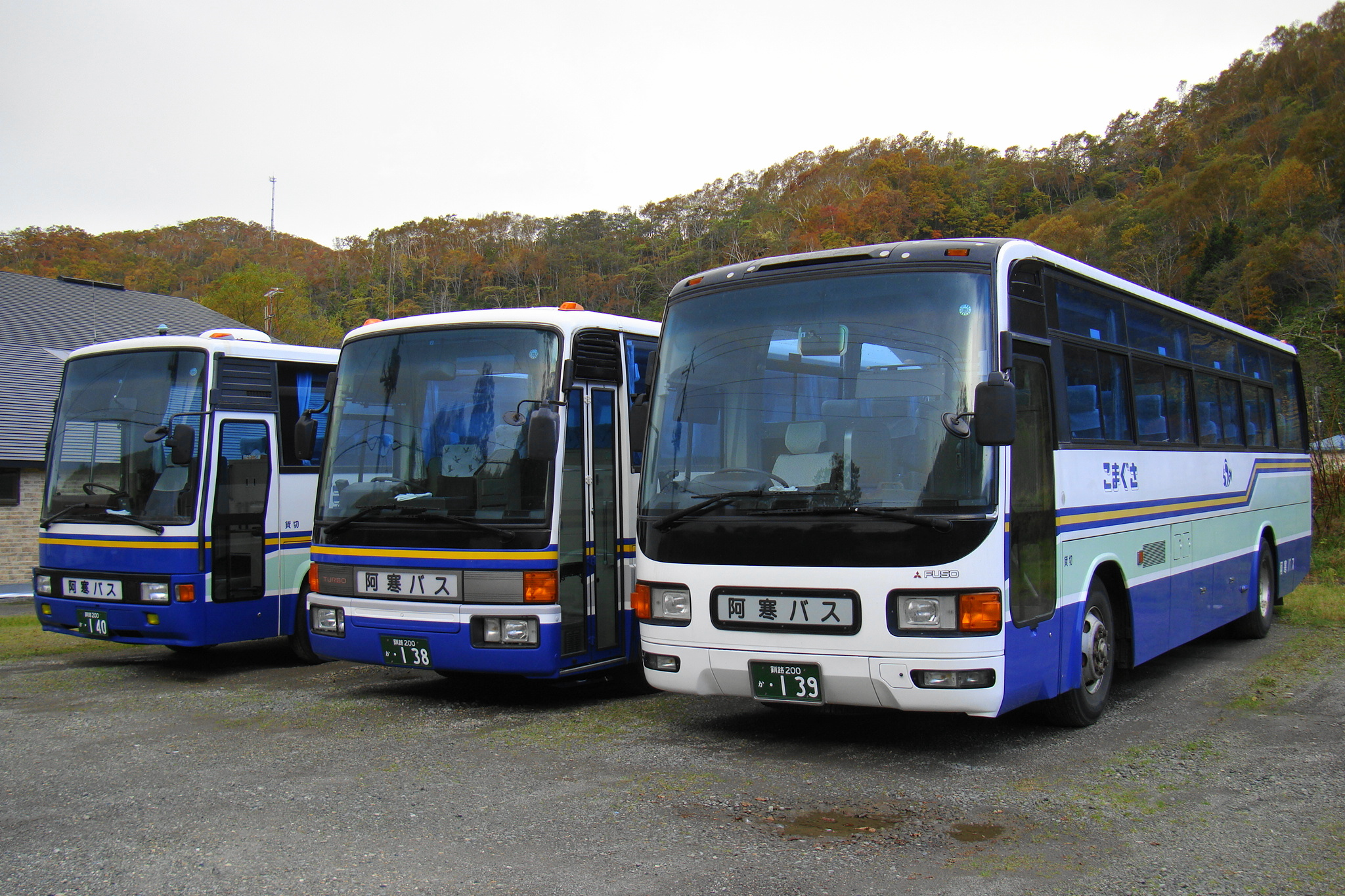
羅臼町有バス貸切車両